# 岳飞

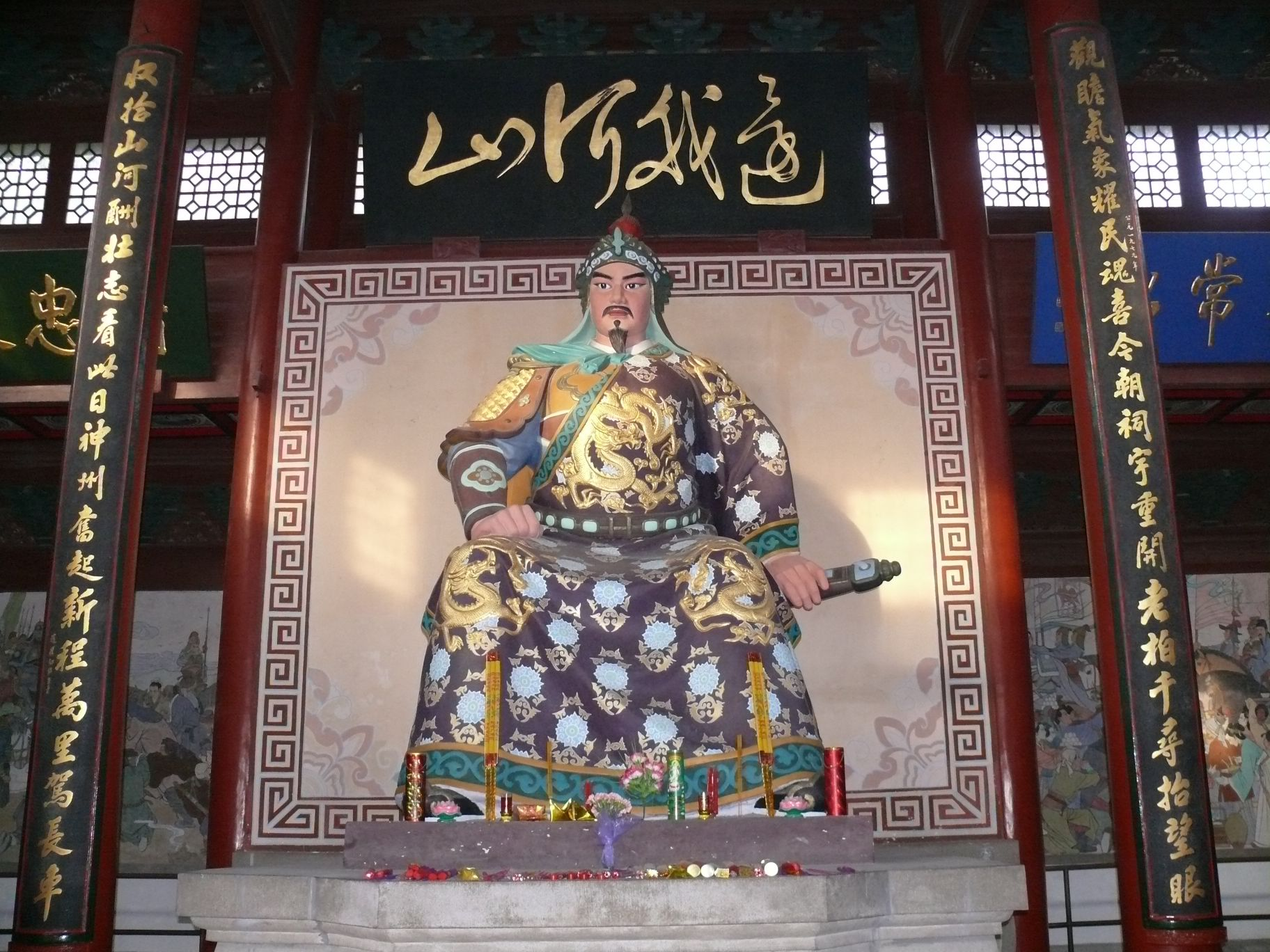
杭州岳王庙

岳飛（1103年3月24日—1142年1月27日），字鵬舉，宋朝相州汤阴（今河南省安阳市汤阴县）人。南宋抗金名将及民族英雄
，官至少保、枢密副使，受封武昌郡开国公。遭大臣秦檜等人誣陷而被宋高宗賜死。多年後，宋孝宗為其平反，追谥武穆。後被南宋其他皇帝追赠太师。 後世多稱呼其为岳武穆、武穆王、岳忠武王。          
岳飛于北宋末年投军，从南宋建炎二年（1128年）遇宗泽起到绍兴十一年（1141年）为止的十余年间，率领岳家军與金军進行過数百次大小战斗。绍兴十年（1140年），金太祖四子完颜兀术毁盟攻宋，岳飞挥师北伐，先后收复郑州、洛城等地，又于郾城、颍昌大败金军，进军朱仙镇。宋高宗却一意求和，以十二道金字牌下令退兵，岳飞在孤立无援之下被迫班师。在紹興和議过程中，岳飞遭受秦桧、张俊等人的诬陷，被捕入狱。绍兴十二年（1142年1月），岳飞以「莫须有」的谋反罪名，死於獄中。其长子岳云和部将张宪亦被害。宋孝宗即位后为岳飞平反，并以礼改葬岳飞于西湖畔栖霞岭。
元修《宋史》記載：岳飛治軍以身作則，賞罰分明，紀律嚴整，又能體恤部屬，他率領的「岳家軍」號稱「凍死不拆屋，餓死不擄掠」；敵方女真人讚歎為「撼山易，撼岳家軍難」。岳飛是南宋初唯一成功組織大規模進攻的統帥，他反對宋高宗「僅令自守以待敵，不敢遠攻而求勝」之消極防禦戰略，一貫主張積極進攻。他重視民間抗金力量，繼承李綱與宗澤之「連結河朔」之謀，主張河北抗金武裝和宋官軍互相配合，夾擊金軍，以收復失地。岳飛之文學才華也是將帥中少有，著有詞作《滿江紅·寫懷》，其著作編成《岳忠武王文集》。形意拳以岳飛作為拳術始祖。

## 生平

### 童年生活
宋徽宗崇宁二年（1103年），岳飞出生于河北西路相州汤阴县永和乡孝悌里农户家庭。河北西路长年饱受黄河泛滥之苦，当年春天又发生饥荒。岳飞的父亲岳和祖上从山东聊城迁徙至此，世代务农为生，虽然自己家里也不余裕，但仍然愿意接济乡里邻居，不惜自减每日食量以救乡里饥民一命，因此乡人都很敬重岳家。农历二月十五日的早春夜晚，岳飞出生。据说当时一只大鸮鸟落在岳家屋顶飞鸣，岳家视为灾年里的吉兆，因此将孩子取名为飞，字鹏举。
岳飞自幼好学，为读书每夜拾柴当作灯火，为练字每日在泥地里刻画写字。家里没书，辗转借阅、抄录，熟读《左氏春秋》《孙吴兵法》。岳飞的外祖父岳大翁也有心培养岳飞习武，为岳飞请来师傅周同教习其射箭。岳飞天生体格强健，臂力能够拉满300斤大弓，又有老师的引导，很快就学会了老师所有的箭術。

### 初入军旅
重和元年（1118年），岳飞十六岁时，在家人安排下娶妻刘氏。次年长子岳云出生。岳家人口众多，因此岳飞一家不得不离开自谋生路。岳飞给地主人家做过工，也在官府当过“游徼”缉捕逃犯，始终鬱鬱不得志。岳飞十九岁那年师从周同学习弓箭，周同十分赏识岳飞，倾其所有教授岳飞。然而周同不幸早逝，岳飞为此悲痛不已，每月初一、十五都要祭奠周同，在墓前拉弓连射三箭，更灑酒在地上，以示不忘老师传授之恩。直到二十岁，宋金达成海上之盟，打算兴兵攻打辽国，岳飞终于得偿所愿上了战场。然而朝廷只敢陈兵边境，始终不敢真正进攻，眼睁睁看着女真人攻城略地，甚至当辽朝放风报复宋朝时宋徽宗一度打算退兵。时至宣和三年三月，女真势如破竹攻占辽朝五京之四，才派遣自己的亲信宦官童贯出兵。由于宋徽宗下令如果辽人没有降服就必须保全部队回来，因此童贯下令不许宋军杀人。等到辽军进攻宋军，宋军上下都无所适从、纷纷溃逃。宋军大败而归后，宋徽宗降责于种师道，又听闻辽朝耶律淳亡故，再度下令童贯进攻，结果宋军因为互不救援再度大败。岳飞此时在军中，跟随真定府路宣抚使刘耠出征，刘耠任命其为小队长。然而刘耠并没有机会到前线作战，因为战争已经结束了。
岳飞在战后留在真定府，当时有一伙匪徒袭扰相州，岳飞主动请求率领百骑平定乡里，刘耠出于谨慎拨给他两百骑。岳飞仅仅凭借这二百骑战胜了号称数千人的匪徒，凭借军功封了承信郎的小官。不久家中噩耗传来，岳飞依照礼制为父守丧三年。期间朝廷下令解散各地军队，岳飞再度失业成为佃户，受雇于韩琦家族，并为其看家护院。在守丧期间，宋金开始讨论交割燕云十六州，宋朝使用岁币成功赎买州城；而岳飞则担忧金人尚占据关口，将来必招祸事。

### 早年抗金
宣和六年（1124年）岳飞守丧期满，再度从军，投身河东路平定军。宣和七年十月，金兵从平州和云中两路出兵，大举入侵宋朝，一举包围了北宋首都汴梁。宋朝朝野陷入恐慌，同意派康王赵构（不久改换为肃王赵枢）和宰相张邦昌出质金朝，并允诺割让河间、中山、太原三镇，但金人还是迟迟不撤退。此种卖国行径也引发众怒，主战军民开始包围皇宫，逼迫宋钦宗罢免宰相李邦彦、起复主战的李纲和种师道。宋钦宗在压力之下接受百姓条件同意抵抗，而金兵久攻汴梁不下且在太原受挫，不等三镇交割就于靖康元年二月退兵。在汴梁解围后，宋钦宗诏令种师中和姚古驰援太原，岳飞也参与其中，统领驻泊平定军一部，并率领所部成功侦查金人在太原城外布局，宋军得以顺利攻克金军占领榆次、寿阳，岳飞功升进义副尉。不久宋军因为缺乏统一指挥调度功亏一篑，姚古溃败，另一主帅种师中陣亡。岳飞在混乱中丢失自己的“告身”（军人身份证明），因此返回自己家乡相州，投奔赵构组织的河北兵马大元帅府勤王义军，归属刘浩账下。
赵构所部对于进军汴梁的路径产生分歧，一部分人希望自浚州渡河尽快赶到汴梁，另一派人认为需要暂避金人锋芒，绕道东平进军。赵构最终采纳后一建议，率部绕道东平进军。当其抵达大名时，收到宋钦宗密旨称宋金议和在即，希望赵构暂缓进军。宗泽则认定议和是金人骗局，要求尽快进军。赵构一面命令宗泽率领刘浩一部南下驰援汴梁，自己则继续驻军东平以避锋芒。岳飞也跟随宗泽所部一路披荆斩棘，奋勇杀敌，屡立战功。宗泽部至滑州与金军隔黄河对垒。岳飞某日率部在黄河冰面上练习骑射，金军骑兵不巧大举进攻，岳飞所部虽仅百余骑，但在岳飞率领下冲击敌军，以少胜多大败敌军，战后功补秉义郎。靖康二年正月，宗泽所部开至开德府取得开德大捷，而此时赵构群臣已经开始谋划大位，期望汴梁早日沦陷。
宋高宗建炎元年（1127年）八月，岳飛投奔借通直郎、直龍圖閣、河北西路招撫使張所軍中，受到賞識，借補修武郎、閣門宣贊捨人，充中軍統領；不久，又借補武經郎，充中軍統制。九月，張所命都統制王彥率岳飛等七千人北渡黃河抗金。張所不久被撤職流放，河北西路招撫司隨之被撤銷。在進軍途中，岳飛與王彥意見不合，後遂脫離王彥單獨行動，但寡不敵眾，重歸王彥被拒，於是南下投奔延康殿學士、京城留守、兼開封尹宗澤。岳飛以不服主將號令當斬，被宗澤赦免，僅免官待罪。
建炎二年（1128年）七月，宗泽病逝，杜充接任东京留守。八月，岳飞再次在汜水关击败金军，升转武功郎。杜充命令岳飞去消灭张用、曹成、王善等被原宗泽招安但在其死后不受约束的部队，岳飞以所部八百人死战，升转武经大夫。接着，岳飞奉命解救被盗匪杜叔五、孙海围困的东明县，升转武略大夫，借补英州刺史。岳飞再救援被王善围困的淮宁府，升转武德大夫，实授英州刺史。
建炎三年（1129年）六月，杜充撤往建康府，岳飞苦谏不从，开封失守。不久完颜宗弼率金军南下建康，杜充所部战败，率亲兵三千投降。岳飞退屯建康东北的紫金山，后四战收复常州。宋高宗从海上逃走，金军从海道追出三百多里，仍然没能抓住他，随即在大肆掳掠后北还。
建炎四年（1130年）三月，宋高宗从海上返回越州，任命张俊为浙西路江东路制置使，“诸将并受节度”，命其收复建康。四月，岳飞在清水亭首战告捷；五月，进屯牛头山，率三百骑兵、两千步兵在建康城西北十五里击败完颜宗弼，收复建康。六月，岳飞随张俊讨伐沦为盗匪的原统制戚方，以三千人在广德军东南约七十里的苦岭击败戚方，戚方投降张俊。
岳飛回到张渚镇，因為即將離開，在房東張大年的屏风上题词：
近中原板荡，金贼长驱，如入无人之境；将帅无能，不及长城之壮。余发愤河朔，起自相台，总发从军，小大歷二百余战。虽未及远涉夷荒，讨曲巢穴，亦且快国雠之万一。今又提一垒孤军，振起宜兴，建康之城，一举而复，贼拥入江，仓皇宵遁，所恨不能匹马不回耳！
今且休兵养卒，蓄锐待敌。如或朝廷见念，赐予器甲，使之完备，颁降功赏，使人蒙恩；即当深入虏庭，缚贼主喋血马前，尽屠夷种，迎二圣复还京师，取故地再上版籍。他时过此，勒功金石，岂不快哉！此心一发，天地知之，知我者知之。建炎四年六月望日，河朔岳飛书。
张俊回朝后“盛称岳飞可用”，于是岳飞升转任武功大夫、昌州防御使，通州镇抚使兼知泰州。
完颜宗弼北上后，与完颜昌会师攻打楚州。宋高宗命张俊援救楚州。张俊命并非嫡系的岳飞出战，又命刘光世为岳飞后援。岳飞于九月赶到承州，但未能解楚州之围，楚州失陷。岳飞无险可恃，撤军而还。同年六月，御前五军改为神武军，韩世忠所部为神武左军，张俊所部为神武右军都统制，两人均为都统制；辛永宗所部六千人为神武中军，王燮所部一万五千人为神武前军，陈思恭所部万人为神武后军，三人均为统制。御营司五军改为神武副军，辛企宗所部为神武副军，辛企宗为都统制；李横所部为神武左副军，颜孝恭所部为神武右副军，两人均为统制。后神武右副军统制颜孝恭改任江南东路安抚大使司统制，空缺由岳飞填补。。十月，岳飞升转亲卫大夫、建州观察使。十二月，神武副军都统制辛企宗因镇压福建范汝为之乱不力而被削职，岳飞的「神武右副军」改名为「神武副军」，并升迁为都统制。
绍兴二年（1132年）正月末，岳飞被任命为知州、兼荆湖东路安抚使、都总管，统率军马前往潭州。二月，主战派头号人物李纲被起用为荆湖、广南路宣抚使，岳飞等将领划入李纲部下，讨伐湖东路的乱匪曹成。当时岳家军的兵力为一万二千余人，岳飞以二千人驻守吉州（今江西吉安市），以其余的一万多人进攻曹成的部队。战斗中岳家军佔尽优势，但曹成部下悍将杨再兴骁勇异常，先是攻入岳家军第五正将韩顺夫的营地，将韩砍折一臂而死，後又杀死了岳飛的胞弟岳飜。但杨再兴最终被岳家军俘虏，被岳飞收服而成为日後岳家军的著名悍将之一。李纲称赞岳飞“年齿方壮，治军严肃，能立奇功，近来之所少得”，断言他“异时决为中兴名将”。闰六月，岳飞升三官为中卫大夫、武安军承宣使，仍属从五品。讨伐曹成後，岳家军兵力增一倍，达二万三千到四千人左右，与韩世忠、刘光世、张俊等军相差不多。
绍兴三年（1133年）九月，岳飞第二次朝见宋高宗。宋高宗亲笔书写“精忠岳飞”四字，绣成一面战旗，命岳飞在用兵行师时作为大纛。又任命岳飞为江南西路舒蕲州制置使，将驻守蕲州的统制李山和屯扎江州的统制傅选两支部队并入岳家军，将淮南西路舒州和蕲州的防务并入岳飛的防區。岳家军的军号也由「神武副军」升格为「神武後军」，但岳飞的官銜卻由都统制改回统制，这是因为他的資歷尚淺，還不能和「神武左军」都统制韩世忠、「神武右军」都统制张俊相比。

### 鎮守襄漢
紹興四年（1134年）五月至七月，岳飛第一次北伐。岳飛率岳家軍三萬五千人左右打敗劉齊劉豫的部將李成等人，成功地收復了前一年南宋失去的襄陽府鎮撫使李横的轄地，以及唐州和信陽軍。克復襄漢後，岳飛面臨新復中原地區的後勤防務問題，這問題直到滅金後端平入洛時都一直困擾宋軍。這些地方因為「久罹兵火」，原來的居民「或被驅虜，或遭殺戮，甚為荒殘」，以至於「百里絕人，荊榛塞路，虎狼交跡」，「野無耕農，市無販商，城郭隳廢，邑屋盪盡，而糧餉難於運漕」。凡是克復失地的宋軍，都有一個兩難的防務問題：「若少留將兵，恐復為賊有」；「若多留將兵，唯俟朝廷千里饋糧，徒成自困，終莫能守」。
因為後勤問題，岳飛只能將主力撤回，留少量兵力戍守。張旦被任命為唐州鄧州郢州襄陽府安撫使、兼襄陽知府，牛皋為安撫副使，李道任唐州鄧州郢州襄陽府四州都統制，配置軍士2000人，守衛襄陽府；周識和李旦率150名軍士守郢州；孫翬和蔣廷俊率200名軍士守隨州；舒繼明和訾諧守信陽軍；戍守襄陽府的2000人中分撥出來一部分，由高青和單藻帶領守唐州，由張應、黨尚友和邵俅帶領守鄧州，以整治防務，恢復生產。劉齊李成軍雖然不時騷擾，卻始終不能奪回襄漢六郡的控制權。襄漢六郡原來分屬京西南路和京西北路，此次收復之後，宋廷為統一管理，單設襄陽府路。除在襄陽府設安撫使司外，不按制度設置「差監司」，即轉運使司等文人監軍系統，「止委制置使岳飛措置」。這是戰時放寬宋朝歷來固有的文人控制武將政策，對提高軍隊的戰鬥力有一定幫助。
此時岳飛作為武將不敢居功，上奏說自己「人微望輕，難任斯職」，要辭去制置使並請求宋廷另「委任重臣，經畫荊、襄」。宰相趙鼎認為：「湖北鄂、岳，最為沿江上流控扼要害之所，乞令（岳）飛鄂、岳州屯駐。不惟淮西藉其聲援，可保無虞，而湖南、二廣、江、浙亦獲安妥。」宋高宗同意趙鼎的主張，確定岳飛改駐荊湖北路的首府鄂縣（今湖北鄂州），自此岳家軍的大本營就定在了鄂州。

### 救援淮西
紹興四年（1134年）九月，偽齊劉豫發動秋季攻勢伐宋，揚言要「直搗僭壘，務使六合混一」。金軍由左副元帥完顏宗輔、剛升任的右副元帥完顏昌和元帥左都監完顏宗弼（兀朮）的統率下，配合由劉豫之子劉麟指揮之偽齊軍，在九月下旬分路渡過淮河攻南宋。劉光世不戰退兵江南，將整個淮南西路相讓。張俊主張劃長江而守，「當聚天下兵守平江，俟賊退，徐為之計」，以「墜馬傷臂」為藉口，拒不出兵渡長江攻擊金軍和偽齊軍。宋丞相赵鼎派人監督張俊發兵，並奏請嚴懲張俊，但不了了之。結果，幾路宋軍全部防守於江南，張俊軍守常州，韓世忠軍守鎮江府，劉光世軍守建康府。長江北面的廬州（治合肥）知州、兼淮南西路安撫使仇悆拒絕執行其上級劉光世的撤退命令，劉光世派統制張琦來問罪，仇悆說：「若輩無守土責，吾當以死殉國！寇未至而逃，人何賴焉！」張琦只好作罷。仇悆以召募來的廬州和壽州（治下蔡，今安徽鳳台縣）守軍幾百人和二千鄉兵幾次打退偽齊攻勢。十二月，劉麟又增兵攻打，完顏宗弼親自為後繼，所幸岳家軍由鄂州趕到，統制徐慶和牛皋先勝一仗，岳飛後親自趕到擊敗偽齊軍，解了廬州之圍。此時，金太宗病危將死，完顏宗輔、完顏昌和完顏宗弼撤兵。偽齊攻勢瓦解。

### 剿滅楊幺及擴編

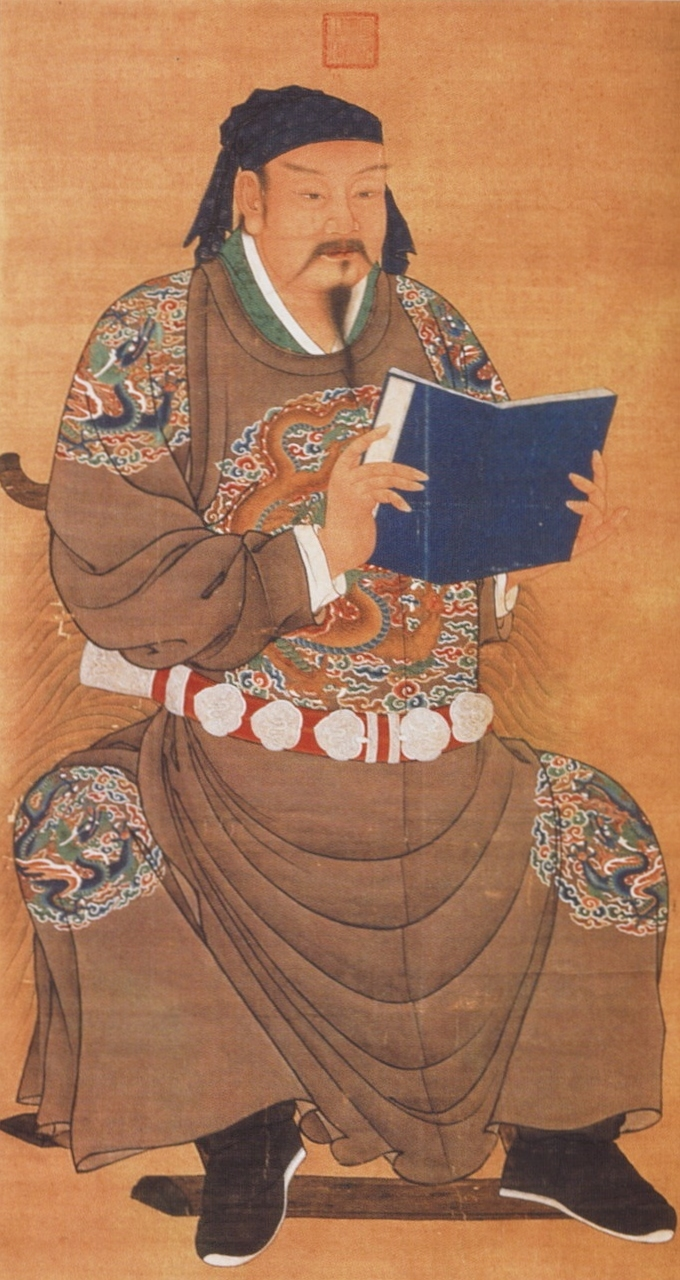
明代繪，帝后祭祀歷代功臣用，清代轉移南薰殿藏。

紹興五年（1135年），岳飛剿滅楊幺後，楊幺軍壯丁六萬人大都編入岳家軍，岳家軍規模從三萬多人增加到十萬人左右，岳家軍以後直到岳飛被宋高宗所害，也大體維持十萬左右之數量。麾下主要將領包括中軍統制王貴、前軍統制張憲、徐慶、牛皋和董先。
绍兴六年（1136年），岳飞母亲病故，岳飞扶灵柩回九江故里安葬。

### 岳飛北伐
绍兴七年（1137年）二月，岳飞因在商虢的战功，被加太尉。

### 遇害及平反

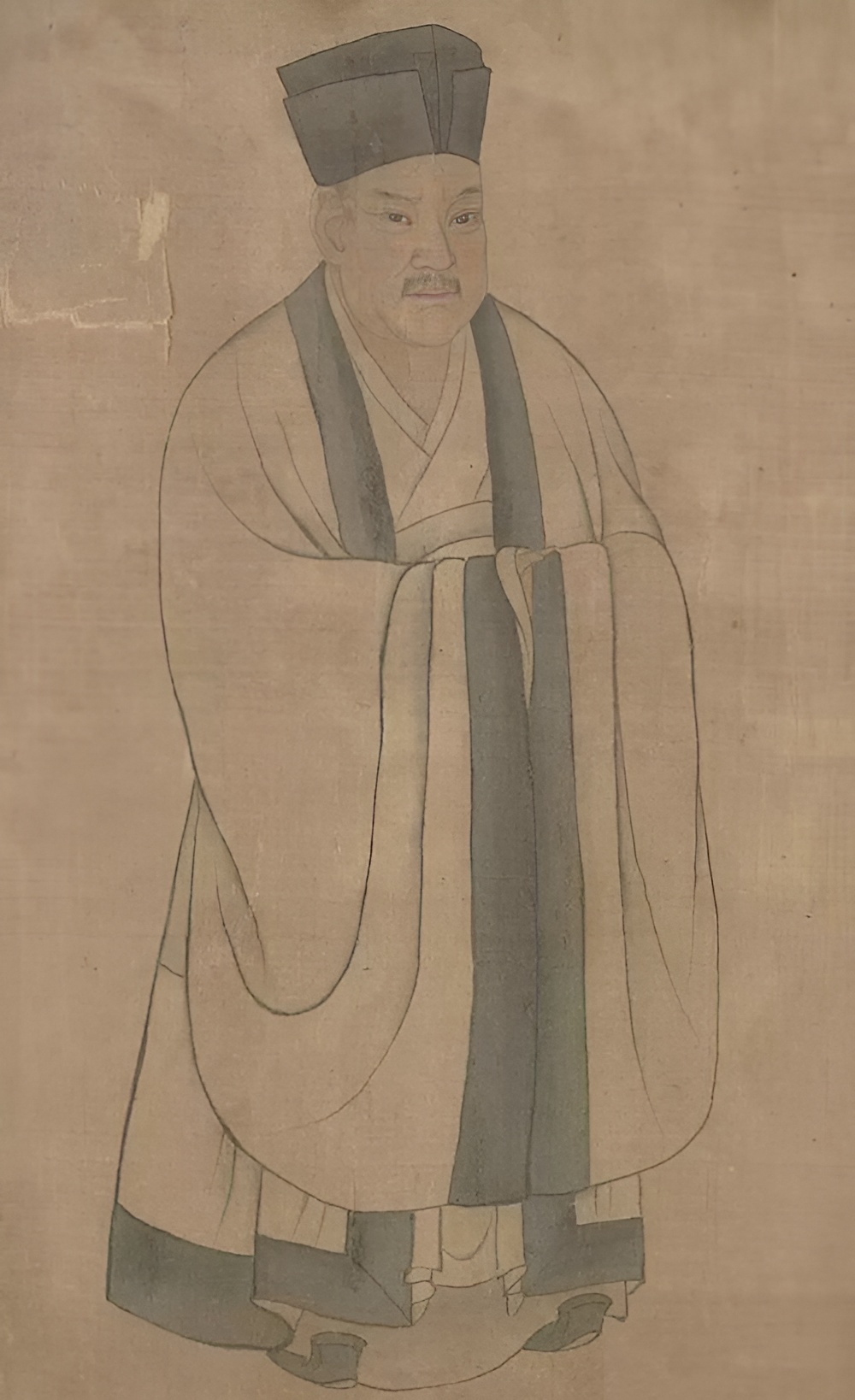
南宋·《八相圖》中的秦檜全身立像，北京故宮博物院藏

岳飛在收到12道金牌班師回朝之時自稱“十年之力，廢於一旦”。岳飛回到京城。之後，向高宗請辭。高宗當時沒有答應他的辭呈。次年（紹興11年）四月，拜樞密副使（從一品）。
完顏兀朮遺秦檜書曰：「汝朝夕以和請，而岳飛方為河北圖，必殺飛，始可和。」绍兴十一年七月右谏议大夫万俟卨上书指控岳飞“爵高禄厚，志满意得，平昔功名之念，日以颓情。……而乃稽違詔旨，不以時發……伏望免飛副樞職事，出之于外，以伸邦憲。”接著御史中丞何鑄和殿中侍御使羅汝楫等亦相繼彈劾。八月甲戌，罷岳飛之職務。此后岳飛閑居廬山。
九月八日，岳家軍鄂州前軍副統制王俊向王贵告发岳飛在廬山曾致信鄂州張憲、岳雲，要求張憲起兵造反，以迫朝廷恢復岳飛軍職。十月，岳飞、岳雲父子被逮捕，命御史中丞何鑄、大理寺卿周三畏審訊，但岳飞下狱两个月都没有查出罪证，不仅齐安郡王趙士㒟以阖门百口保岳飞没有二心，连原本曾弹劾岳飞的何铸都反而說明岳飞為無辜受罪，秦桧遂将主审官由何铸换成万俟卨。然而罪證一直無法成立，於是秦檜手書字條給獄方，岳飛處死，得年三十九歲。
後補上大理寺狀，於绍兴十一年十二月二十九日刑部大理寺發布《刑部大理寺狀》，认定岳飞“坐觀勝負，逗留不进”、“指斥乘舆”（对皇帝不恭）、“致张宪意待谋反”等罪名，“飛獄成，（万俟卨為首之）寺官聚斷，咸謂死有余罪”。大理寺按律：“临军征讨，稽期三日者，斩。”
一般史家皆同意岳飛的死從頭到尾都是件冤案。南宋史家李心传则在《建炎以来朝野杂记》乙集（卷十二）的《岳少保诬证断案》条说：“余尝得当时行遣省札，考其狱词所坐，皆一时锻炼文致之词，然犹不过如此，则飞之冤可见矣！”
邓广铭《岳飞传》也認為“这一长篇判决书，全部都是由造谣诬蔑的言词和罗织、虚构的事件所构成的。在其出笼的当时，尽管人们敢怒而不敢言，而在秦桧既死，他的党羽们也相继失势之后，凡能看到这一文件的人，无不为之气愤得髮指。”
宋朝皇帝的“祖宗家法”就是猜忌武将，紹興七年（1137年），高宗曾警告他“犯吾法者，唯有劍耳。”只是當時議和還沒成功，高宗仍需要岳飛來抵抗金人南侵；岳飞自从改任枢密副使，已無兵权，因为不赞成议和，也已辞职去庐山为母守墓。
然紹興十一年，高宗默許或指示秦檜殺岳飛，以示議和誠意及換取其母韋賢妃南歸。紹興十一年農曆十二月廿九（1142年1月27日）除夕之夜，賜死岳飛，在杭州大理寺風波亭命自鴆，並把岳飞枭首。
目前史界以鴆死為通說，其餘說法，尚有“拉脅而殂”（打斷肋骨），或者賜自縊而死。或傍晚被狱卒持白布勒毙于杭州郊外凉亭名风波亭，其尸体后被狱卒隗顺冒死盗取，葬在临安外九曲丛祠旁供隗顺家人悼念，岳飛之子岳雲、副將張憲亦被斬首。
在紹興十一年九月，張憲被捕入獄，十月岳飛、岳雲兩父子亦入獄之時，韓世忠曾當面質問秦檜他們有何罪，但秦檜表示“飛子雲與張憲書（質疑岳雲給張憲的書狀有慫恿一同與岳飛謀反之意），雖不明，其事體，莫須有。”
岳飛前幕僚左朝散郎姚岳獻言于秦檜说深怕岳州百姓與岳飛同姓，应该改地名，免得百姓对岳飞盲目怀念，遂于二十五（1155年）年六月，岳州和岳陽軍各改为纯州、华容军。
秦檜死後，高宗說：「朕今日始免靴中置刀矣」；
三十一年（1161年）五月，太学生程宏图上书，要求“正秦桧之罪，追夺其官爵，而籍其家财，雪岳飞之冤”，太学生宋芑上书知枢密院事叶义问，要求“断秦桧之棺，而戮其尸，貶竄其子孙，而籍其资产以助军，以正其首倡议和欺君之罪，复岳飞之爵邑，录用其子孙，以谢三军之士，以激忠义之气”。十月，诏：“蔡京、童贯、岳飞、张宪子孙家属见拘管州军，并放令逐便。”。
三十二年（1162年）六月，皇太子趙眘（宋孝宗）即位，準備北伐，七月下詔平反，追复少保、武胜定国军两镇节度使、武昌郡开国公，诏曰“飞起自行伍，不踰数年，位至将相，而能事上以忠，御众有法，屡立功效，不自矜夸，余烈遗风，至今不泯。去冬出戍鄂渚之众师行不扰，动有纪律，道路之人归功于飞。虽坐事已殁，而太上皇帝念之不忘，今可仰承圣意，追复元官，以礼改葬，访求其后，特与录用”。隗顺后人助朝廷安葬岳飞。
乾道六年（1170年）七月，立廟祀於鄂州，額名「忠烈」。淳熙五年（1178年）九月，諡「武穆」（折衝禦侮曰武 布德執義曰穆）。宋寧宗嘉泰四年（1204年）五月，追封鄂王。宋理宗寶慶元年（1225年）二月，改谥「忠武」。在西湖棲霞嶺，即杭州西湖畔“宋岳鄂王墓”，元人修宋史列誌傳記。
| 生平情节 | 依据                                                                                        | 学术意见 | 学术意见 | 学术意见 | 疑点 | 来源          |
| 生平情节 | 依据                                                                                        | 邓广铭   | 王曾瑜   | 龚延明   | 疑点 | 来源          |
| --- | ------------------------------------------------------------------------------------------- | -------- | -------- | -------- | --- | ------------- |
| 岳飞出生不满一月，黄河于内黄县再度决口，大水很快波及到岳飞家所在的汤阴县，岳飞家来不及逃离，他的母亲姚氏抱着岳飞坐进大缸里漂流水上，幸好得到岸上的好心人营救保全了性命。                                                                         | 岳珂《鄂王行实纪年》                                                                        | 否定     | 忽略     | 肯定     | 1. 黄河在北宋末年没有流经内黄县； 2. 岳飞出生所处的二三月属于黄河的枯水季节，不大可能发生大水； 3. 相关史志均无当年黄河决口的记载。 | [ 64 ] [ 65 ] |
| 岳飞少年时代曾经接受教育，熟读《左氏春秋》《孙吴兵法》等史书和兵书，甚至可能通过北宋的村书开蒙 | 岳珂《鄂王行实纪年》《鄂国金佗续编》、明代钱士升《南宋书·岳飞传》以及推测自宋代村书教育制度 | 忽略     | 或有夸张 | 肯定     | 岳飞作为农家子弟一般不可能得到学术上的深造，因此岳珂所谓“起自诸生，经通谊明，笔妙墨精”言过其实，最多通过自学初通文墨，堪当将帅而已。宋代农民热衷于送孩子进入村书接受教育。 | [ 66 ] [ 67 ] |
| 岳飞在平定军期间，曾经接受某李姓团练委派到寿阳、榆次等地“硬刺”敌情，不料遭遇金军，岳飞单枪匹马冲入敌营斩杀数人，在夜间讲女真语骗过敌人巡查，最终圆满完成任务                                                                                     | 岳珂《鄂王行实纪年》                                                                        | 否定     | 肯定     | 肯定     | 1. 平定军是地方行政区划而不是军队，一无重兵，二无团练； 2. 寿阳、榆次归属太原府节度，没有理由舍近求远，命令互不隶属的平定军执行侦察任务； 3. 岳飞没有学习过女真语。 |               |
| 岳飞在刘浩帐下时曾在刘浩引荐下觐见大元帅赵构，赵构给予他三百铁骑派他去李固渡挑战金军，岳飞胜利之后跟随刘浩成功解围开封，最后赵构将其所部委托给宗泽。岳飞在靖康二年正月、二月接连取得开德、曹州的胜利，因此受到宗泽的赏识，晋升为修武郎、武翼郎。 | 岳珂《鄂王行实纪年》                                                                        | 否定     | 肯定     | 肯定     | 1. 岳飞以白身参军，不太可能僭越见君； 2. 赵构于靖康元年十二月一日成立大元帅府，十三日迁移至大名，岳飞在短短十三天里奔波于李固渡、开封和赵构所在的相州、大名府，交通条件上不合理； 3. 史书记载赵构交与宗泽的部队为刘浩等五人，并无岳飞姓名，岳飞此时应该从属于刘浩； 4. 岳飞晋升仅仅为孤证，根据《金佗稡编》记载岳飞晋升是在建炎二年。 |               |

## 評價
自我期許
岳飛曾自勉要跟東漢末三國時期名將關羽、張飛二人看齊：「一死何足道，要使後世書策知有岳飛之名，與關張輩功烈相仿佛耳。」（《金陀續編·卷二十八》）
宋人評價
岳飛在南宋士大夫界評價甚高。
邵緝：“驍武精悍，沉鷙有謀，臨財廉，與士信，循循如諸生，動合禮法。”（《金佗續編》卷二八《永州判官孫逌編鄂王事》引建炎四年邵緝薦書）
黃縱：“公之英威，古人不能過，至於仁心愛物，雖古之名將有所不逮。若夫盛德懿行，夙夜小心，不以一物累其心，雖今之老師宿儒，勉強而力行者，公則優為之。”（《金佗續編》卷二七《文林郎黃元振編》岳飛事蹟）
劉祹：“江南忠臣善用兵者，止有岳飛，所至紀律甚嚴，秋毫無所犯。所謂項羽有一范增而不能用，所以為我擒。如飛者，無亦江南之范增乎！”（《説郛》卷一八葉寘《坦齋筆衡》）
宋孝宗：“卿家紀律、用兵之法，張（俊）、韓（世忠）遠不及。卿家冤枉，朕悉知之，天下共知其冤。”（《金佗稡編》卷九《昭雪廟諡》：淳熙五年五月五日，臣（嶽）霖以知欽州召見，賜對便殿，上（宋孝宗）宣諭曰：“卿家紀律、用兵之法，張、韓遠不及。卿家冤枉，朕悉知之，天下共知其冤。”）
《湖北轉運司立廟牒》（1170年）：“去世已三十年，遺風餘烈，邦人不忘，繪其相而祀者，十室而九。”《忠愍諡議》（1177年）：“人謂中興論功行封，當居第一。若其奉己至薄，與下士同甘苦；持軍至嚴，所過秋毫無敢犯；禮賢至恭，一時名人皆萃於幕府；持循禮法，動合軌物，恂恂若一書生，茲又古名將所不可望者。”《武穆諡議》（1178年）：“為將而顧望畏避，保安富貴，養寇以自豐者多矣。公獨不然，平居潔廉，不殖貨產，雖賜金己俸，散予莫嗇，則不知有其家。臨戰親冒矢石，為士卒先，摧精擊鋭，不勝不止，則不知有其身。忠義徇國，史冊所載，何以尚茲。”（《金佗續編》卷一四）
曾敏行：“紹興六帥皆果毅忠勇，視古名將。嶽公飛獨後出，而一時名聲幾冠諸公。身死之日，武昌之屯至十萬九百人，皆一可以當百。餘嘗訪其士卒，以為勤惰必分，功過有別，故能得人心。異時嘗見其提兵徵贛之固石洞，軍行之地，秋毫無擾，至今父老語其名輒感泣焉。”（宋·曾敏行《獨醒雜誌》卷七）
熊克《中興小紀》卷二九：“飛知書而得士，且濟人之貧。用兵秋毫無犯，民閒安堵，不知有軍。先計後戰，屢勝強敵，號為良將。其死也，天下冤之。”
朱熹与门生论岳飞，门生问：“岳侯若做事，何如张韩？”朱熹说：“张韩所不及，都是他识道理了。”门生又问：“岳侯以上者，当时有谁？”朱熹答道：“次第无人。”“岳飛恃才不自晦。郭子儀晚節保身甚闒冗，然當緊要處又不然，單騎見虜云云。飛作副樞，便直是要去做。張、韓知其謀，便只依違。然不做亦不免，其用心如此，直是忠勇也！”
陆游有诗“剧盗曾从宗父命，遗民犹望岳家军。”宋孝宗对岳飞之子岳霖说：“卿家纪律、用兵之法，张韩远不及。卿家冤枉，朕悉知之，天下共知其冤。”
曹彥約：“若夫智略足以料敵，鑑裁足以用人，紀律嚴而下不忍怨，糧運竭而眾不忍叛，身死八十年，聞風者猶且悦之，其惟岳飛乎！古之所謂名將，不過於此。然而南北分合，應有定時，忠邪生死，應有定數，豈權臣一日所能自為之？哀哉！”（宋·曹彥約《昌谷集》卷十七《中興四將贊》）
文天祥：“惟中興之初，先武穆王手扶天戈，忠義與日月爭光。名在旗常，功在社稷。天報勳勞，克昌厥後，雖百世可知也。”（宋·文天祥《文山先生全集》卷六《回嶽縣尉》）“岳先生，我宋之呂尚也。建功樹績，載在史冊，千百世後，如見其生。至於筆法，若雲鶴遊天，羣鴻戲海，尤足見干城之選，而兼文學之長，當吾世誰能及之。”（岳飛書《弔古戰場文》）
《宋史》評價
善以少擊衆。欲有所舉，盡召諸統制與謀，謀定而後戰，故有勝無敗。猝遇敵不動，故敵為之語曰：“撼山易，撼岳家軍難。”張俊嘗問用兵之術，曰：“仁、智、信、勇、嚴，闕一不可。”調軍食，必蹙額曰：“東南民力，耗敝極矣。”荊湖平，募民營田，又為屯田，歲省漕運之半。帝手書曹操、諸葛亮、羊祜三事賜之。飛跋其後，獨指操為姦賊而鄙之，尤檜所惡也。
西漢而下，若韓、彭、絳、灌之為將，代不乏人，求其文武全器、仁智並施如宋岳飛者，一代豈多見哉。史稱關雲長通《春秋左氏》學，然未嘗見其文章。飛北伐，軍至汴梁之朱仙鎮，有詔班師，飛自為表答詔，忠義之言，流出肺腑，真有諸葛孔明之風，而卒死於秦檜之手。蓋飛與檜勢不兩立，使飛得志，則金仇可復，宋恥可雪；檜得志，則飛有死而已。昔劉宋殺檀道濟，道濟下獄，嗔目曰：“自壞汝萬里長城！”高宗忍自棄其中原，故忍殺飛，嗚呼冤哉！嗚呼冤哉！（《宋史》卷三六五《岳飛傳》）
金人評價
岳飛于绍兴十一年十二月二十九日（儒略歷1142年1月27日）被杀，南宋使节馬上于绍兴十二年（1142年）正月带着正式照函从岳飛被杀的临安（今杭州）去金国囚禁宋欽宗和高宗生母韋太后的五国城（今黑龙江哈尔滨市依兰县依兰镇五国城村）接人。紹興十二年（1142年）夏四月丁卯（5月1日），韋太后啟程回宋。「皇太后偕梓宫发五国城，金遣完颜宗贤、刘祹护送梓宫，高居安护送皇太后。」同年八月，韋太后和刘祹到達臨安。刘祹問南宋官员：「岳飛以何罪而死？」南宋接伴官回答：「意欲谋叛，为部将所告，以此抵诛。」刘祹嘲諷道：「江南忠臣善用兵者，止有岳飛，所至纪律甚严，秋毫无所犯。（劉邦）所谓『项籍有一范增而不能用，所以为我擒』。如（岳）飛者，无亦江南之范增乎？！」
宋宁宗开禧二年（金泰和六年，儒略歷1206年），金章宗寫詔書招降吳曦時說：“且卿自视翼赞之功孰与岳飛？飛之威名战功，暴于南北，一旦见忌，遂被叁夷之诛，可不畏哉！”（且你自己評價一下自身能否比得上岳飛？岳飛這樣的威名战功，南宋北金之人全都知曉；結果有朝一日被宋廷猜忌，就被殺且連累親族，難道這還不可怕么！）金國皇帝于此直接承認岳飛的戰力和威名。
金女真将领最畏服岳飞，平日往往不直呼其名，而称其为“岳爷爷”。聞知岳飞死讯，喝酒相庆。被扣押在金的宋使洪皓目睹此情此景，给南宋朝廷的密信中写道：“金人所畏服者惟飞，至以父呼之，诸酋闻其死，酌酒相贺。”
明代评价

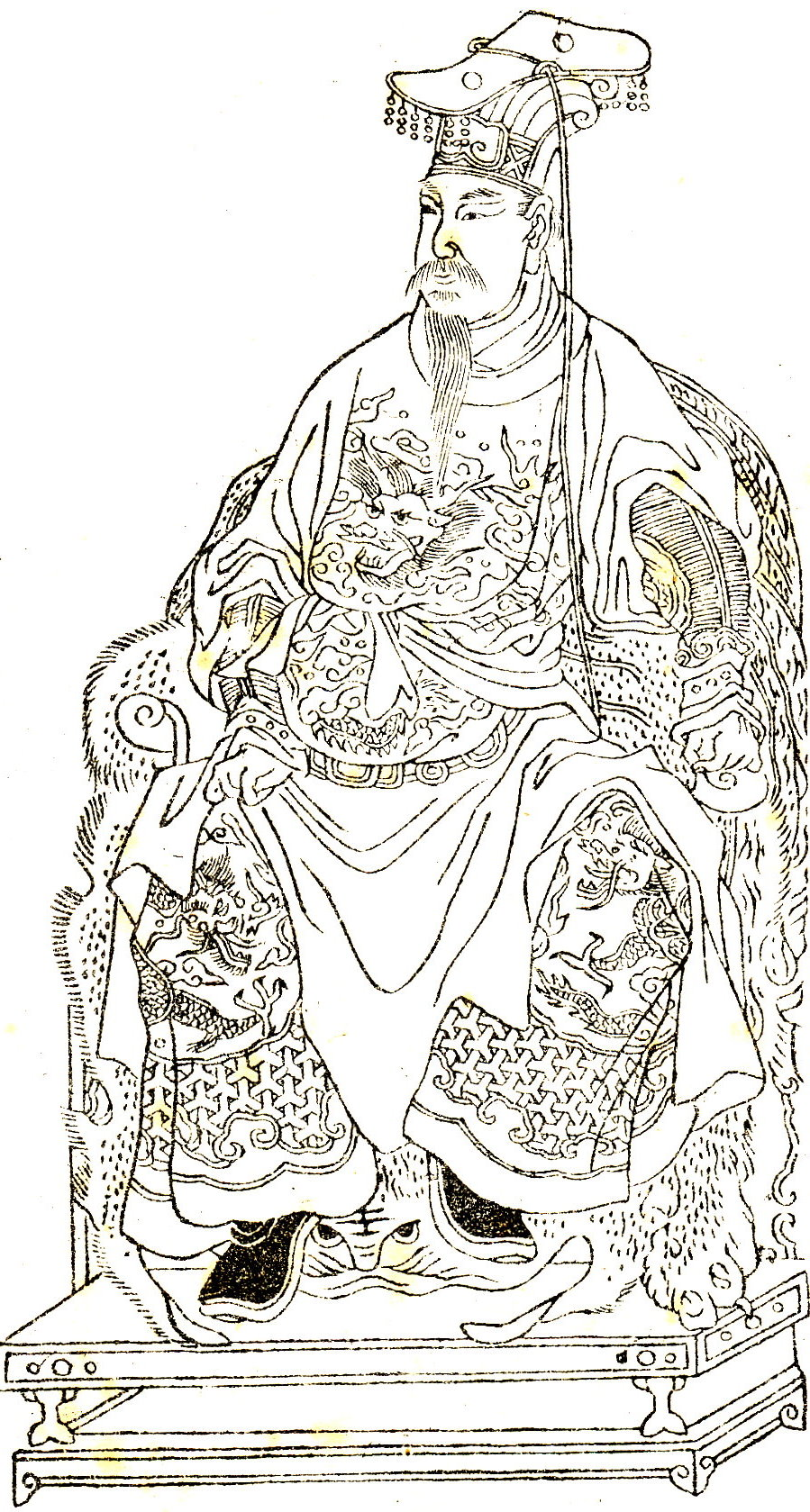
岳飛像，載於《晩笑堂竹莊畫傳》

明太祖評價岳飛“純正不曲，書如其人。”認為聖賢英烈的神靈至上、不能加封，明初至景泰年間均承祖制並未加封過任何一位聖賢英烈的神祇，故將岳飛入祀歷代帝王廟配享宋太祖。
徐有貞：“忠義勇智，皆得之天，非矯偽而為者，故能始終以恢復為己任。才與志副，名與實稱，南渡以來，一人而已。”（《會纂宋嶽鄂武穆王精忠錄》卷四《湯陰鄂王廟碑》）
柯維騏：“昔晉文之拔郤縠，孫權之勗呂蒙，文武豈不欲兼哉。岳飛本以勇敢進，而旁通儒業，恂恂檢飭，以忠義自誓，觀其所撰表詞，真有諸葛孔明之風，奚數郤、呂輩耶？當時盜平，而敵屢挫，設非阻於秦檜和議，則雪國恥，復故都，固可刻日待。願既弗償，反遭慘禍，高宗頓忘父兄之仇，宜其莫恤功臣之冤也。詩曰：“君子秉心，維其忍之。”飛之所遭，亦不幸矣。”（明·柯維騏《宋史新編》卷一二九）
王世貞：“夫武穆可以復中原，而不使之復，又使之必不復，是故志士仁人所以深痛恨於高宗也。”（明·鄭賢撰《古今人物論》卷三三，明·陳子壯撰《昭代經濟言》卷五）
楊漣：“惟神萬古精忠，兩間正氣。高山仰止，凡士而識字、將而枕戈者，莫不凜“愛死要錢”之明訓，以刻礪其心；烈日當空，或忠而被謗、直而蒙誣，亦莫不引“皇天后土”之忠言，以陰祈一鑑。”（明·楊漣《楊忠烈公文集》卷九《禱嶽武穆王文》）
錢士升：“宋自汴梁不守，江都再奔，懦主失魄，庸臣無義。無歲不望許和，無人不怯用戰，談恢復者，徒有其名，熊羆誰是；服介冑者，罔知所效，鷹鸇未聞。天生嶽侯，以為人表。運謀暗合孫武，將眾善等淮陰。義感敵人，忠孚羣下。使受登壇之拜，便可絳灌韓張；若崇授鉞之尊，何難俘囚豫弼。惜也浚壓之於前，檜仇之於後，長城自壞，徒傷北面之羞；天柱既摧，有異南枝之泣。天乎，人歟？中興異姓七王，嶽優而韓次之。韓特末路似汾陽耳。使嶽不移其禍，韓亦未能知幾也。”（明·錢士升《南宋書》卷八）
《宋史紀事本末》張溥論：“蜀漢之諸葛亮，唐之郭子儀，宋之岳飛，三人皆間世而一出者也。三人齊烈，名在呂望、姬旦之間，而飛獨不幸，傷哉！飛性忠孝，讀書好禮，子云數立奇功，朝命每及，懇辭再三。與張浚議不和，即上章解兵柄，步歸廬墓。行師之際，輒俟帝命，未嘗自專，高宗稱其“小心恭謹，難進易退，勇戰樂讓”，蓋彬彬焉。將在外，君命有所不受，大夫出境，苟利社稷，專之可也，飛學春秋，豈不知之？高宗構手書精忠字，制旗賜飛，又召入內，委以中興，御札數篋，好語無實，惑於賊檜，不忍墜淵，以人間之至愚，天性之賤，而飾以浮譎，御以忮忌，亦何所不為也？”（明·陳邦瞻撰《宋史紀事本末》卷七〇《岳飛規復中原》張溥論）
王夫之評價：“岳飞之能取中原与否，非所敢知也；其获誉于士大夫之口，感动于流俗之心，正恐其不能胜任之在此也。受命秉钺，以躯命与劲敌争死生，枢机之制，岂谈笑慰藉、苞苴牍竿之小智，以得悠悠之欢慕者所可任哉。”“相臣而立武功，周公而後，吾未見其人也。帥臣而求令譽，吾未知吉甫之果能稱焉否也。帥臣之得令譽也有三：嚴軍令以禁掠奪，為軟語以慰編氓，則民之譽歸之；修謙讓以謹交際，習文詞以相酬和，則士之譽歸之；與廷議而持公論，屏奸邪以交君子，則公卿百僚之譽歸之。岳侯之死，天下後世胥為扼腕而稱道之弗絕者，良由是也。”（明·王夫之《宋論》卷十）
清人评价
康熙帝也曾钦赐给岳飞23世裔孙、刑部掌印岳镇九伴朝銮驾和蟒服。
乾隆帝評價“如武穆之用兵馭將，勇敢無敵，若韓信、彭越輩類皆能之。乃加以文武兼備，仁智並施，精忠無二，則雖古名將亦有所未逮焉。”並多次造访杭州岳飞墓，并且亲自撰写《岳武穆论》，还题对联一副：“两言臣则师千古，百战兵威震一时”。
趙翼：“（岳）忠武不特忠義過人，即其治家小節亦加人數等矣。……岳忠武破賊最多，資產獨少，則其平日殉國忘事，尤非諸將所可及也。”（清·趙翼《陔餘叢考》卷十八《南宋將帥之豪富》）
吳錫麒：“古今同慨，豪傑為多，從未有補已缺之金甌，論功行戮；反將消之玉弩，為敵報仇，如斯之太甚者也。”（《岳廟志略》卷九《岳鄂王論》）
杜堮：“武穆之時，設高宗能視師江上，示天下以兩宮不返，無以生為，忠孝感激，士氣百倍，加以河北響應，義旗所指，不戰自靡，撥亂反正，一大機也。失此不圖，藩籬遽撤，冤殺遂聞，復何能為哉！其殺武穆，則亡宋之本。其忘親之罪，任相之非，定都之失，則亦殺武穆之本也。”（清·杜堮《遂初草廬詩集》卷八《詠史四首》序）
现代评价
孫中山：“環翠樓中虯髯客，湧金門外岳飛魂。”（《孫中山全集·題贈宮崎寅藏聯》）
中华人民共和国官方认定岳飞为民族英雄。2002年，中華人民共和國教育部也对网络上流传岳飞不再是民族英雄的说法进行了澄清，称岳飞在中国历史上历来被认为是民族英雄，从20世纪50年代后期以来，在中小学的历史教学大纲和教材中，对岳飞的评价都是一贯的，不存在重新定义岳飞是否是“民族英雄”的问题。
毛澤東曾讚譽的民族英雄岳飛：“岳飛被殺，家喻户曉並且流芳千古了。他流了血，這血就滲透到我們民族體內，世世代代傳下來，他要是沒流血，就不會有這麼大的作用。”“古人所謂“運用之妙，存乎一心”，這個“妙”，我們叫做靈活性，這是聰明的指揮員的出產品。”（《毛澤東選集》第二卷《論持久戰》）
鄧小平：“英雄永遠為後人所紀念，壞人永遠為後人所唾棄。”
鄧廣銘：“代表了宋方全體人民的願望，為衞護漢族地區已經高度發展的封建生產方式及其精神文明，起而以武裝抵抗女真的鐵騎，阻止其蹂躪破壞，以求避免整個社會被拉向倒退浩劫的人物，像岳飛其人，理所當然地應被稱為民族英雄。不只是屬於漢族的民族英雄，而是屬於全中華民族歷史上的一個民族英雄。”（《岳飛傳》）
王曾瑜：“為着光復故土，南北重新統一，維護文明和進步，岳飛不屈不撓地奮鬥了後半生，直至生命的最後一息，仍履踐着自己“盡忠報國”的誓言，表現了一種崇高的愛國精神和民族氣節。”（《盡忠報國——岳飛新傳》）

## 争议

### 杀岳飞者为宋高宗
钱穆的《国史大纲》认为“高宗决心对内加强统治，而无意于对外恢复”，所以“岳飞不得不杀，韩世忠不得不废”。岳飞统帅全国五分之三兵力後，金人欲立欽宗之子為傀儡，岳飛莽撞請求高宗早日解决皇位继承人问题，乞請正皇子（後來之宋孝宗）之名，以定民心，沮金人之謀。高宗当时不悦：“握重兵于外，此事非卿所当预也”。《帝國政界往事》提出觀點，認為下令殺岳飛者其實是高宗，岳飞触犯了皇家最大的忌讳：手握重兵的武将对皇位继承感兴趣，令皇帝相信他野心太大，遂起杀心。此外，《中国人的历史误读》認為岳飞主张“迎请二帝还朝”，威胁到高宗的地位，才是他被杀的原因。脫脫等於《宋史·岳飛傳》論曰：“高宗忍自弃其中原，故忍杀飞。”
但是，宋徽宗早已去世，岳飞也早已改称钦宗父子为“天眷”“丙午元子”，及其请求立太子的行为都表达了他只忠于高宗及其继承人，高宗也曾让岳飞与建国公即后来的孝宗相见。此外，文官娄寅亮、赵鼎乃至比岳飞职权更高的武臣张浚等也都曾倡议立太子，但都被视为忠臣得到嘉奖，娄寅亮更因此得到升迁。

### 滿江紅作詞者
1931年，學者余嘉錫的《四庫提要辨證》成書，提出岳飞之孫岳珂所编《金佗粹编·家集》中没有收录滿江紅一词，宋元兩朝也沒有記載，最早的文獻紀錄源自明代嘉靖十五年(1536年)徐階所編的《岳武穆遣文》，來源是弘治十五年(1502年)趙寛所書岳墳詞碑，故怀疑是明朝有人伪作或托名之作；1961年，詞學專家夏承燾更推斷《滿江紅》為明代中期將軍王越或其門下文人偽託之作，引發正反辯證。及後，孫述宇和張政烺亦提出質疑論點。漢學大師饒宗頤（見〈岳飛《滿江紅》詞考辨〉、〈賀蘭山與《滿江紅〉）、宋遼金史專家鄧廣銘、以及王曾瑜、李安、林玫儀（見〈岳飛《滿江紅》詞真偽問題辨疑〉，1985年）等則考據岳飛確有作《滿江紅》，其中鄧廣銘更指出早在15世紀中葉即明朝景泰和天順年間，該詞已流傳，並有詞碑、刻石為證。王克、李安等人認為詞中賀蘭山指河北西路磁州賀蘭山，正於對金戰場。
1983年，發現了岳飛《滿江紅·寫懷》的原稿，在浙江省江山縣(古名須江)發現一古籍《須江郎峰祝氏族譜》，其《詩詞歌賦》集裡，載有岳飛在紹興三年（1133年）寫贈大制參祝允哲的《滿江紅》詞作及祝氏的和詞，如下:
《滿江紅·與祝允哲述懷》
怒髮衝冠，想當日，身親行列。
實能是、南征北戰，軍聲激烈。
百里山河歸掌握，一統士卒搗巢穴。
莫等閒，白了少年頭，勵臣節。
靖康恥，猶未雪；臣子恨，何時滅？
駕長車踏破，金城門闕。
本欲飢餐胡虜肉，常懷渴飲匈奴血。
偕君行，依舊奠家邦，解鬱結。
祝允哲的回作：
《滿江紅·和岳元帥述懷》
仗爾雄威，鼓勁氣，震驚胡羯。
披金甲，鷹揚虎奮，耿忠炳節。
五國城中迎二帝，雁門關外捉金兀。
恨我生，手無縛雞力，徒勞說。
傷往事，心難歇；念異日，情應竭。
握神矛闖入，賀蘭山窟。
萬世功名歸河漢，半生心志付雲月。
望將軍，掃蕩登金鑾，朝天闕。
一般認為，岳飛後來所作之《滿江紅·寫懷》即為收到祝允哲和作後，汲取了部分詞語意境，兩篇綜合加以修改原稿而成。

### 民族英雄爭議
从2002年底到2003年初，《中国古代史全教案》和《全日制普通高级中学历史教学大纲》删去岳飞是“民族英雄”的记述，引起广泛争论。
對於岳飛是否屬於民族英雄，各界有不同說法：
台湾学者王健文和騰訊历史责编谌旭彬認為古代中國發展出的「華夷之辨」自成體系，與西方民族主義不同。區別「華夷」的標準在於是否遵循「禮治」以及是否接受「先進文明」的教化，與其居住地和部落族群無關，華夏和四夷的界線是以生活習慣與政治形態而不是以血統劃分。遼朝遼道宗亦以契丹之出身而自視為「中華」，以「禮法」、「文物」作為區分「中華與夷」的標準，遼道宗說：「上世獯鬻、獫狁，盪無禮法，故謂之夷。吾修文物彬彬，不異中華，何嫌之有！」，可見「中華」在當時並非現代的民族或種族概念，而是文化概念。南宋學者葉適在給皇帝的奏摺中說：「中原者我之地，中華者我之名，報復仇恥者我之義」，葉適以「中華」為南宋人命名，但其涵義同樣無關「民族」。亦有學者說，一個人是否「民族英雄」，最基本的前提是此人對民族必須要有主觀認同，然而包括岳飛在內的南宋人的「中華」是一種「文明共同體」，而非「民族（種族）共同體」；既無“民族認同”，岳飛自然不屬於民族英雄。
亦有說法指出「民族概念」的第一种释义是「基于『共同祖先语言或历史』而组成的领土国家」，按此释义岳飞自然是“民族英雄”；而“民族”的第二種释义是来源自德文“Volk”和“Nation”的翻译，德國哲學家約翰·戈特弗里德·赫爾德主张的“Volk”概念，其核心是将“民族”视为一个拥有共同语言、历史、文化的民族共同体，他将民族定义为“民族是一个具有独特语言和文化的共同体”。强调文化的一体性，较之于他者（异人种、异民族、异国民）而言，自然易用文化或文明概念来区别和划分自我与他者的优劣，“语言、历史、文化的共同体”本身就是“用文化或文明概念来区别和划分自我与他者”，换言之，所谓“文明共同体”本身就是德国源流的“民族”，说只有“文明共同体”而无“民族共同体”等于说“民族”不是“民族”是自我否认，是将同一内涵的概念冠上不同名字试图用其中一个否定另一个的做法，有如“白马非马”，指出當時南宋人的“中华”、“华夏”文明共同体即是“民族”共同体。
共青團中央有評論文章指，自宋代以來，岳飛的英雄地位從未被少數民族所質疑過，對他的英雄敘事也不存在民族矛盾。宋後由少數民族建立的元清兩朝也對岳飛表示了最高敬意，把他當作中國各族共同的精神偶像。文章又指出，「民族英雄」是一個近現代概念，“岳飞的民族英雄地位在民族英雄这个概念诞生之初，就受到全国人民的广泛认同。反过来将他否定，既不符合历史的客观实际，也一定不会为绝大多数中国人民的情感所接受，認為用近現代中國的標準去套用古代中國的人物，無疑是機械式的，荒唐程度堪比責備古人為什麼不能建立社會主義中國……對於各民族的成就貢獻，一概予以肯定，而對各民族統治者的倒行逆施，也一概予以否定，一視同仁……既不要大漢族主義，也不要地方民族主義。」又認為無論從哪個角度來說，對岳飛的否定都是沒有道理。「中華民族的形成是一個長期的過程，在這個過程中，縱然是一個家庭都能形成彼此的諒解默契，何況是一個國家，一個文化和命運上的共同體。」岳飛對中國人和中國文化的影響力沒有隨著時間的流逝而淡去，反而歷久彌新，認為他是中國最偉大的古代英雄人物之一，認為岳飛是中華民族的民族英雄。

## 轶事典故
- 岳飞在宗澤军中时显示出对野战的不同一般的爱好，宗澤担心他将来要吃亏：「爾勇智才藝，古良將不能過，然好野戰，非萬全計。」因而授岳飞以陣法。岳飞由此说出一句军事名言：「陣而後戰，兵法之常，運用之妙，存乎一心。」

- 岳飞在宗澤军中保持对金兵不败的记录。在上书宋高宗而被黄潜善和汪伯彦开除军籍後，岳飞投奔河北西路招抚司张所，张所曾问起：「闻汝从宗留守，勇冠军，汝自料能敌人几何？」岳飞以“上兵伐谋，次兵伐交”的道理答：「勇不足恃也，用兵在先定谋。谋者，胜负之机也，故为将之道，不患其无勇，而患其无谋。」张所的评论是：「公殆非行伍中人也！」

- 宋高宗曾感叹：「天下未太平。」岳飞由此说出一句广为流传的话「文臣不爱钱，武臣不惜命，天下当太平」[98][99]。

- 岳飞家乡汤阴沦陷，对金人有家仇国恨，心中所思以军务为主总想收复黄河以北的故土（汤阴虽属于今河南省，但历史上一直在黄河以北），因此对女色不太感兴趣。汤阴沦陷後，原配刘氏在战乱中“两经更嫁”，成为韩世忠前护军中“一拥押之妻”[100]。岳飞後又娶李娃为妻，维持一夫一妻，一直到被害。1134年夏，岳飞率军攻取襄阳时，宋廷命令吴玠牵制陕西一带的金军，以免金军增援襄阳。吴玠派一位属官去鄂州的岳飞大营商洽军务。岳飞宴请这位来使。这位使臣发现岳飞设宴别无姬妾、歌童、舞女之类作陪和劝酒，颇感惊讶，回蜀後便告诉了吴玠。吴玠大为吃惊，马上以两千贯钱的高价，在四川买了一位仕宦之家出身的美貌女子，派两名使臣的妻子把她送到鄂州，献给岳飞。岳飞为避嫌，把这个女子安置在一间空屋，隔着屏风问：「某家上下所衣䌷布耳，所食齑面耳。女娘子若能如此同甘苦，乃可留，不然，不敢留。」结果此女被退回四川。

- 岳飛部將畢進，是宋孝宗時的名將畢再遇的父親。

- 岳飛軍中有孟安和其子孟林，是南宋末年名將孟珙的曾祖父和祖父。

- 岳飛在《良馬對》中以高宗賜馬兩匹為對照，建錚高宗應以良馬（忠臣）之言為上，駑馬（奸臣）之言為下，令高宗大為稱讚。

## 后世紀念
岳飛始諡「武穆」，宋理宗景定二年（1261年）又改「忠文」，元順帝至正九年（1349年）加「保義」，萬曆帝萬曆四十三年（1615年）封「三界靖魔大帝保劫昌運岳武王」。
下列各地有纪念建筑：
中國大陸

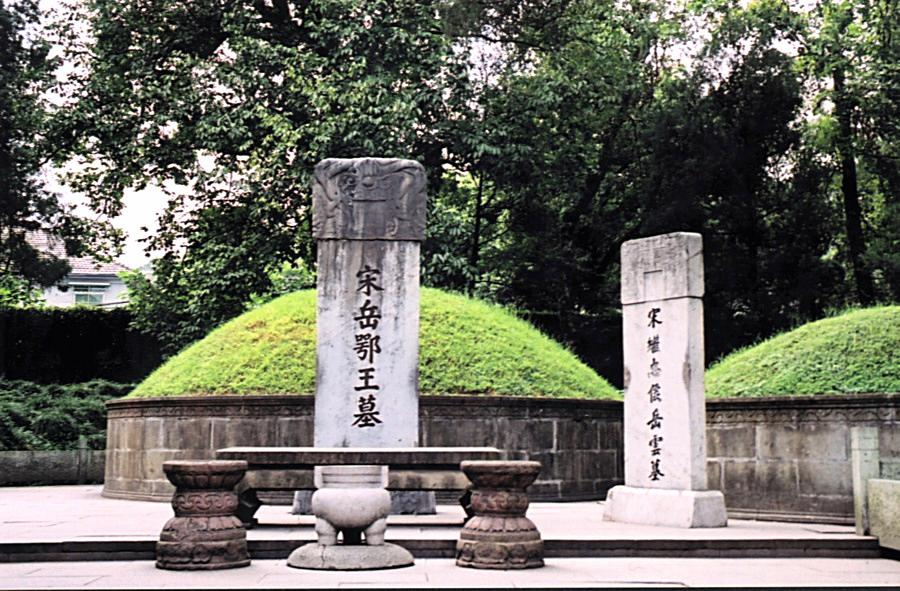
岳坟

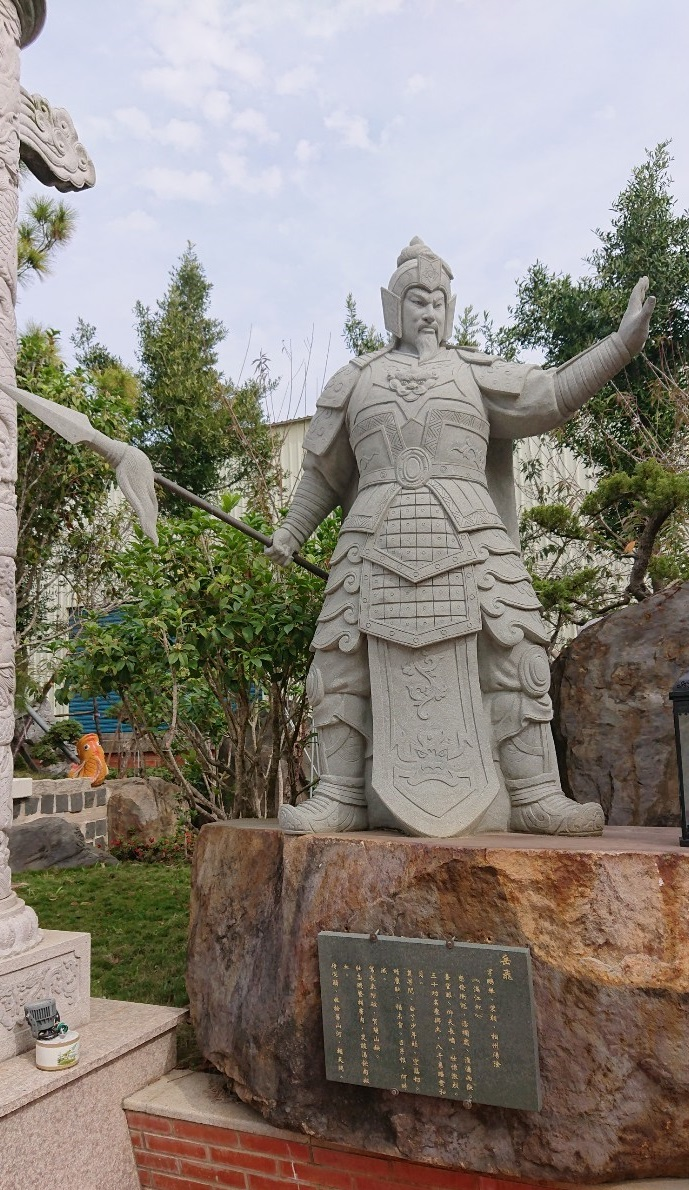
位在雲林虎尾持法媽祖宮內之岳飛的石雕。

- 宜興岳飛生祠，在宜興東廟巷周將軍廟內，建於1130年8月，為最早之岳廟。1939年被日本軍機炸毀。
- 靖江岳王廟——江蘇省靖江市生祠鎮，為岳飛生祠，第二座岳廟[102]。
- 杭州岳王廟——浙江杭州西湖棲霞嶺南麓，也是岳飛墓地。
- 安陽湯陰岳飛廟——安陽湯陰城東15公里，是岳飛故里所在地，規模宏大，為三大岳廟之一。
- 朱仙鎮岳飛廟——河南開封南20公里。
- 宁波岳鄂王庙——浙江宁波东钱湖。

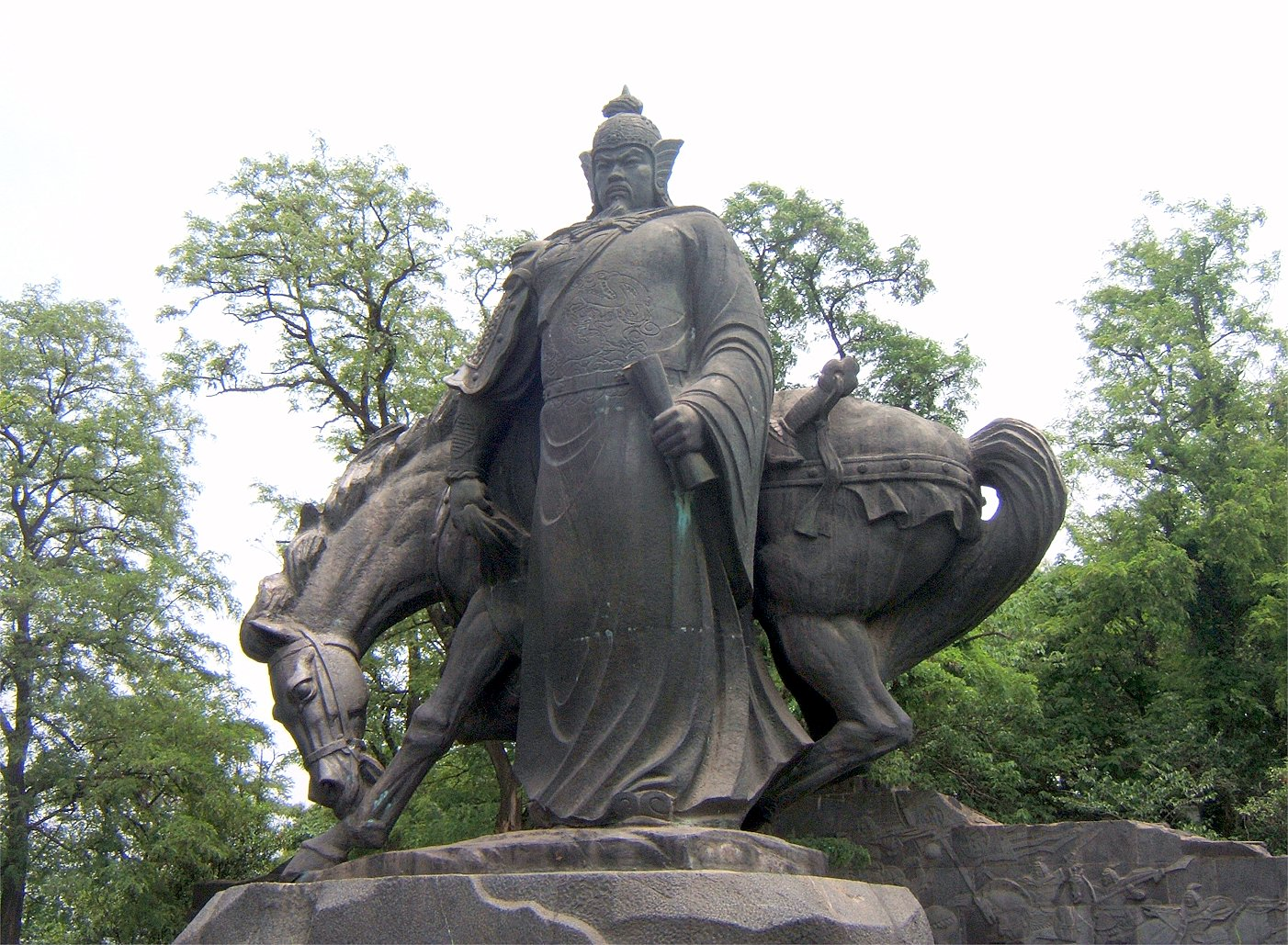
武漢黃鶴樓後塑像

- 武汉武昌黄鹤楼後有岳飞塑像、石碑，纪念岳飞镇守武昌。
- 湖南衡东县沈陂村的岳氏后裔自发筹集资金兴建“岳飞纪念馆”[103]

臺灣
- 臺南市後壁區下茄苳旌忠廟，主祀「岳武穆王」與岳家軍十位元帥，於清初建立。岳飛思想研究會會長、岳飛第28代嫡孫岳朝軍，於2001年蒞臨訪問，認定為臺灣岳王首廟。
- 嘉義縣新港鄉大潭精忠廟主祀岳飛
- 台北市林森公園內設有岳飛銅像，其基座題字為「岳武穆王銅像」與「還我河山」。

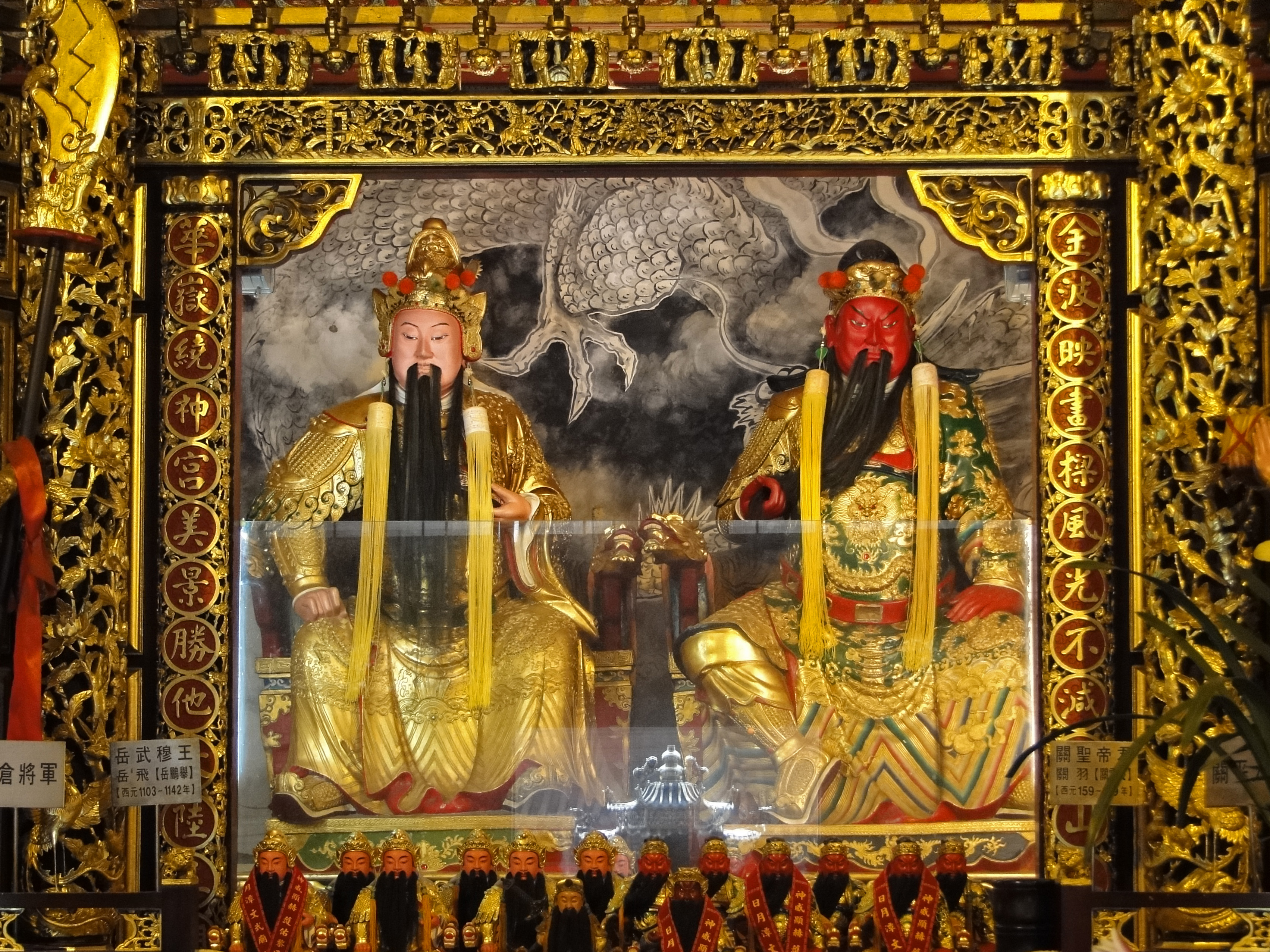
日月潭文武廟供奉的岳飛和關羽神像

- 雲林縣虎尾鎮的持法媽祖宮內的「石雕園」中設有岳飛雕像。
- 台南縣仁德鄉岳王廟
- 南投縣日月潭文武廟內並祀岳武穆王。
- 屏東縣林邊鄉岳王廟
- 澎湖縣精忠廟
- 台中縣大里市武聖岳王廟
- 嘉義市林森東、西路與忠孝路口，設有岳飛銅像。
- 宜蘭縣宜蘭市城隍街，建有岳廟碧霞宫。
- 新竹市新竹關帝廟，旁有岳武穆王廟，主祀岳武穆王。

香港
- 香港銅鑼灣岳王古廟，香港唯一以奉祀岳飛的廟宇。

## 家庭
曾祖辈父母兄弟
- 曾祖：岳成
- 曾祖母：杨氏
- 祖：岳立
- 祖母：许氏
- 叔：岳睦
- 父：岳和
- 母：姚氏
- 弟：岳翻

婚姻
岳飞一生结婚两次，第一次在15岁结婚，妻子刘氏，婚后1年，生了岳云；婚后8年，生了岳雷。后來因為岳飞在外当兵，家庭贫困，家乡汤阴县被金国占据，刘氏最终撇下了两名兒子改嫁。岳飞第二次结婚是在26至27歲时，妻子李娃，为岳飞生了岳霖、岳震和岳霆。1175年，75岁的李娃在江州病逝。
子
- 岳雲，岳飛長子。年十二，從張憲戰，多得其力，軍中呼曰「贏官人」。飛征伐，未嘗不與。終左武大夫，提舉醴泉觀。後與岳飛論罪，棄市。死年二十三。孝宗時與岳飛復元官，以禮袝葬。
- 岳雷，岳飛次子。
- 岳霖，岳飛三子，終官敖文閣侍制、朝散大夫、廣南東路經略安撫使兼知廣州事、充馬步軍都總管、以敖文閣侍制致仕、贈中散大夫。
- 岳震，岳飛四子。
- 岳霆，岳飛五子。

女
- 岳安娘，嫁高祚
- 岳银瓶，一说其本名为岳孝娥，是否有次女存有疑義，可能為後世杜撰。南宋皆無此女記載，至元朝才開始形成岳银瓶故事。另查岳珂《岳忠武行實》：「先臣妻李氏，歷授楚國夫人。臣雲，先臣長子也；臣雷，臣霖，臣震、臣霆……先臣女安娘適高祚。隆興元年，詔補祚承信郎。」中記載，並無此姑母。另傳婚配岳飛愛將張憲，《昭雪廟諡》中提及張憲有四子，「子張敵萬訟冤，詔復張憲原觀察使，四子各與補官。」顯然早已成家生子，和傳說13歲投井死亡的岳銀瓶更無關係。

孫
- 岳甫，岳雲之子。
- 岳申，岳雲之子。
- 岳珂，岳霖之子。
- 岳大娘，岳雲之女。

## 后代
- 李之蘭，岳霆五世孫之子。[105] [106][107]
- 岳鍾琪，岳飛二十一世孫，清代將領。
- 岳凡荻，岳飛三十五世孫。

## 文艺形象
忠孝

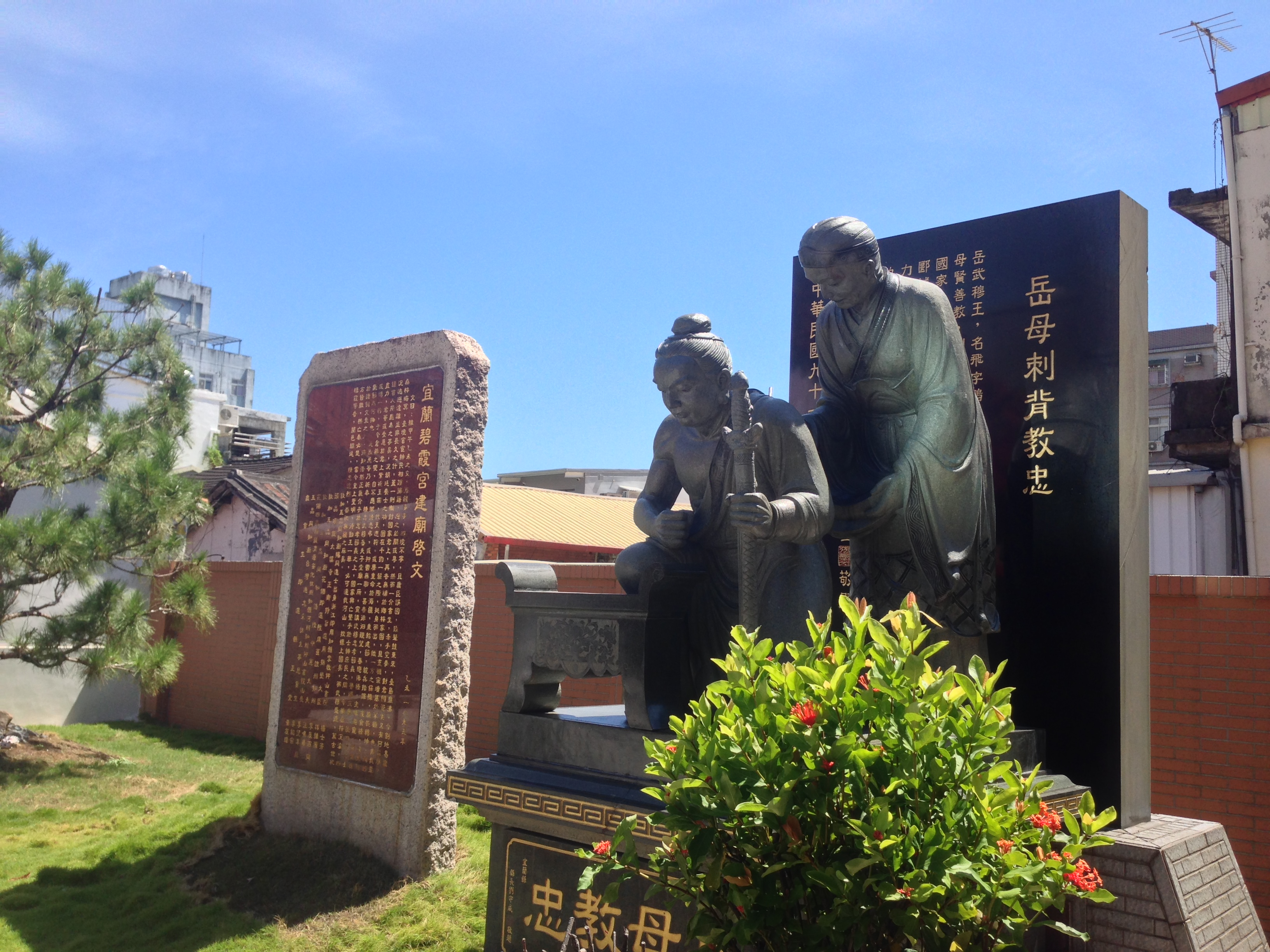
碧霞宮岳母刺字銅像

在所有故事中，岳飛被同時描繪為一個文武雙全的完美軍人與恪守倫理道德之模範。這些故事有的強調他與生俱來的民族主義精神，如「岳母刺字」，其母通過在他的背上刺「盡忠報國」四個字，讓他銘記國仇家恨。這個故事也體現了他的「孝道」，在「家國同構」的中國古代社會有特殊寓意。
軍事
有的故事強調他的軍事天才，在《岳家軍》等民間文學作品中，岳家軍餓死不搶糧，凍死不拆屋，令行禁止，甚至讓敵人也有「撼山易，撼岳家軍難」之感嘆。他出師百戰百勝，朱仙鎮大捷，將金兵打得一敗塗地。幾乎所有作品都著重描繪了他的個人悲劇，並把它和民族命運相聯繫。
政治
這些描寫的共同範式如下：在戰局順利，本可直搗金國黃龍府之情况下，岳飛被南宋皇帝趙構十二道金字牌招回，又被以「莫須有」之罪名處死。這些描寫體現了中國社會不自覺的「泛道德化」傾向，即用道德標準評價政治事件，將政治矛盾描繪為政治人物「忠」、「奸」的道德衝突。
值得一提的是，岳飛被誣陷至死而寧死不反，體現了儒家的忠君之道，也同時為這些作品所肯定。明代架空歷史小說話本《黃龍府》將歷史改寫為岳飛打敗金朝軍隊，「直搗黃龍」。《水滸傳》也有類似冤屈與忠誠的命題。

### 戲曲
- 元雜劇：一為孔文卿所作《地藏王證東窗事犯》（簡名《東窗事犯》）；二為無名氏所作《宋大將岳飛精忠》（簡名《岳飛精忠》）。
- 明 姚茂良所作傳奇《岳武穆精忠記》，此劇由明初無名氏《岳飛破虜東窗記》改編而成。
- 明 李梅實原作、馮夢龍改定的傳奇《精忠旗》。
- 清康熙年間 《如是觀》傳奇（一名《翻精忠》、《倒精忠》）。

### 小說
- 熊大木著《大宋中興通俗演義岳王傳》
- 錢彩著《說岳全傳》

### 評書
- 劉蘭芳《岳飛傳》
- 杭州評話《岳飛傳》
- 杭州評話《眾安橋》
- 揚州評話王麗堂《水滸》

### 影视
- 1940年《岳飛》香港新中國影片公司（吳楚帆飾）
- 1962年《岳飛出世》香港寶寶影業公司（洪金寶飾童年岳飛，羽佳飾成年岳飛）
- 1971年《一夫当关》 王羽饰  电影导演 徐增宏
- 1972年《精忠報國》  報國 聯邦影業有限公司 田鵬帆飾
- 1976年《民間傳奇之岳飛》香港無線電視翡翠台單元劇（江文聲飾）
- 1984年《十二金牌》香港亞洲電視電視劇（岳華飾）
- 1983年 葉青歌仔戲《岳飛》台灣中華電視公司（葉青飾）
- 1986年《盗日英雄传》新加坡30集電視劇（夏川飾）
- 1988年《八千里路雲和月》台灣中華電視公司40集電視劇（何家勁飾）
- 1992年《满江红》浙江电视台6集电视剧（樊志起饰）
- 1994年《岳飛傳》香港亞洲電視電視劇（徐少強飾）
- 1995年《尋龍劍俠賴布衣》香港無線電視翡翠台電視劇（劉家輝飾）
- 1997年《孝感動天》香港無線電視翡翠台单元劇（黎漢持饰）
- 2000年《我和殭屍有個約會III》香港亞洲電視電視劇（徐少強飾）
- 2013年《精忠岳飛》中國電影集團公司69集電視劇（黃曉明飾）
- 2016年《驚天岳雷》山东影视传媒集团有限公司48集電視劇（于荣光飾）

### 动画
- 2011年《少年岳飞传奇》上海美术电影制片厂动画电影
- 2012年《中华德育故事·岳飞报国》内蒙古东联动漫公司动画短剧
- 2013年《少年岳飞》济南海水科技有限公司动画电影

### 歌曲
- 《精忠报国》屠洪刚及歌词满江红

### 樂曲
- 《臨安遺恨》，1990年由中阮演奏家林吉良創作，原為中阮獨奏曲，後被著名作曲家何占豪先後改編成中阮、琵琶和古箏協奏曲，其中以古筝曲最為出名

### 传记及年谱
- 邓广铭. . 北京: 商务印书馆. 2015. ISBN 9787100117388.
- 龚延明. . 杭州: 浙江人民出版社. 1980. CSBN 10103·181.
- 李汉魂; 王云五 (编). . 台北: 台湾商务印书馆. 1980.
- 龚延明. . 南京: 南京大学出版社. 2001. ISBN 9787305036392.
- 王曾瑜. . 石家庄: 河北人民出版社. 2007. ISBN 9787202028377.
- 龚延明. 岳飞研究会; 岳飞墓庙文保所 , 编. . 杭州: 浙江古籍出版社. 1990. ISBN 7-80518-115-2.
- 王曾瑜. . 中華書局. 2018. ISBN 9787101132168.

### 論文
- 中国人物新论第四篇《岳飞死因之分析》
- 王曾瑜《岳飞新传 （页面存档备份，存于）》
- 《中国断代史系列—宋史》

### 引用
1. ↑  .   [2023-09-15]. （原始内容存档于2023-10-18）.
2. ↑  《s:三朝北盟㑹編_(四庫全書本)/卷144》記載：母曰「我鍾愛此弟，何遽如此？」
3. 1 2  水战杨么----岳飞（南宋） （页面存档备份，存于）2009-07-20国防部官网
4. 1 2  隆重纪念民族英雄岳飞诞辰910周年 （页面存档备份，存于）2013年03月21日人民日报海外版
5. 1 2 3  《宋史·岳飛傳》
6. ↑  s:岳武穆遺文 (四庫全書本)
7. ↑  《建炎以來系年要錄》：「（建炎元年六月）丁亥，責授鳳州團練副使張所借通直郎、直龍圖閣，充河北西路招撫使。」
8. ↑  《云麓漫钞》卷1，又《金佗稡编》卷19《五岳祠盟记》。
9. ↑  《要录》卷39建炎四年十一月戊午記載，李伸任庐、寿州镇抚使，不知月份，但未必在岳飞之後。
10. ↑  《要录》卷33建炎四年五月乙丑，卷34建炎四年六月丙戌，在岳飞之前任淮南镇抚使者有赵立、薛庆、李彦先、郭仲威、刘位、赵霖、吴翊和李成八人。
11. ↑  《要录》卷40建炎四年十二月乙未，《宋史》卷364《韩世忠传》。
12. ↑  《金佗续编》卷5《除神武右副军统制省札》。
13. ↑  《要录》卷50绍兴元年十二月乙亥。
14. ↑  《金佗续编》卷5《权知潭州并权荆湖东路安抚都总管省札》，《要录》卷51绍兴二年正月壬寅。
15. ↑  《梁溪全集》李纲行状，《要录》卷51绍兴二年二月庚午。
16. ↑  《梁溪全集》卷65至卷70诸奏说曹成有兵十万，“能战之兵不下三万”。《金佗稡编》卷19《追赶曹成捷报申省状》说他实有“七万余人”。
17. ↑  《金佗续编》卷2《中卫大夫武安军承宣使告》，《会编》卷151，《要录》卷55绍兴二年六月庚子。
18. ↑  《要录》卷60绍兴二年十一月己巳，卷62绍兴三年正月丁卯，卷63绍兴三年三月辛未，《忠正德文集》卷2《知洪州乞支降钱米状》。
19. ↑  李山一军据《金佗稡编》卷5《鄂王行实编年》；傅选一军据《会编》卷155，《要录》卷68绍兴三年九月丙寅。
20. ↑  《金佗续编》卷5《改差充神武後军统制省札》，《要录》卷68绍兴三年九月庚辰。
21. ↑  《s:金佗稡編_(四庫全書本)/卷10#條具荊襄相度移治及差官奏》，《梁溪全集》卷8l《論襄陽形勝札子》，《湖北金石志》卷11《大洪山遂禪師塔銘》。
22. ↑  《s:金佗稡編_(四庫全書本)/卷01#紹興四年》
23. ↑  岳飛的襄漢防務布置，見《s:金佗稡編_(四庫全書本)/卷09#遺事》，卷10《條具荊襄相度移治及差官奏》，卷11《收復唐鄧信陽差官奏》，《襄陽差職官奏》，《荊襄寬恤畫一奏》，《s:金佗稡編_(四庫全書本)/續編卷06#措置防守襄陽隨郢等州省劄》，《檢會前劄》；《s:建炎以來繫年要錄_(四庫全書本)/卷078》卷78紹興四年七月丁丑，卷79紹興四年八月甲辰，卷82紹興四年十一月乙丑；《輿地紀勝》卷80《信陽軍》。
24. ↑  偽齊軍隊曾多次發動攻擊，《s:建炎以來繫年要錄_(四庫全書本)/卷085》紹興五年二月，《s:宋史/卷028高宗紀》，《輿地紀勝》卷80《信陽軍》載，商元偷襲信陽軍，舒繼明被俘遇難，時岳飛入朝，改命李迪戍守。《要錄》卷91紹興五年七月壬午，《宋史》卷28《高宗紀》載，岳飛鎮壓楊幺時，偽齊乘機攻唐州湖陽縣，俘高青，旋即放回。《金佗稡編》卷9《遺事》，《要錄》卷100紹興六年四月甲辰，《宋史》卷28《高宗紀》載，岳飛守母喪之時，偽齊乘機攻陷唐州，扈從舉、張漢之死難。《要錄》卷111紹興七年五月，《宋史》卷28《高宗紀》載，岳飛因母喪辭職上廬山之時，偽齊乘機攻陷隨州。
25. ↑  《s:建炎以來繫年要錄_(四庫全書本)/卷079》紹興四年八月癸卯，《宋會要》職官40之8。
26. ↑  《s:金佗稡編_(四庫全書本)/卷13#乞罷制置職事奏》。
27. ↑  《s:建炎以來繫年要錄_(四庫全書本)/卷080》紹興四年九月乙丑，壬申，《s:宋史/卷475#劉豫》。
28. ↑  《s:三朝北盟㑹編_(四庫全書本)/卷165》，《s:建炎以來繫年要錄_(四庫全書本)/卷082》紹興四年十一月戊午，《s:宋史/卷027高宗紀》，《s:宋史/卷370#呂祉》。
29. ↑  胡敬. . 清嘉慶二十一年.
30. ↑  《s:建炎以來繫年要錄_(四庫全書本)/卷90》紹興五年六月丁巳，《朱文公文集》卷95張浚行狀作「丁壯至五、九萬」，「九」字係「六」字之誤。
31. ↑  《s:金佗稡編 (四庫全書本)/卷09#遺事》，《金佗續編》卷14《湖北轉運司立廟牒》，卷28《孫逌編鄂王事》引邵緝《滿庭芳》詞，《會編》卷206，《s:獨醒雜志/卷七》，《s:鴻慶居士集_(四庫全書本)/卷36》万俟卨墓志銘，又《金佗稡編》卷23《山陽辨》和《中興小紀》卷29所載與万俟卨墓志銘同。此外，《金佗續編》卷8《督府令收掌劉少保下官兵札》載劉光世軍為五萬二千餘人，莊綽《s:雞肋編/卷下》說岳家軍所費錢糧比劉光世軍「加倍」，亦是旁證。
32. ↑  《要錄》卷111紹興七年五月己丑。
33. ↑  《要錄》卷132紹興九年九月己亥，《中興小紀》卷27。
34. ↑  .   [2025-04-08]. （原始内容存档于2025-04-08）.
35. ↑  《宋史·岳飛傳》“飛力請解兵權，不許。自廬入覲，帝問之，飛拜謝而已。”
36. ↑  .   [2023-05-29]. （原始内容存档于2023-05-25）.
37. ↑  .   [2023-05-29]. （原始内容存档于2023-05-25）.
38. ↑  《建炎以来系年要录》卷一四一，绍兴十一年七月壬子、癸丑记事。
39. ↑  王俊，《王俊首岳侯状》，收入王明清：《挥麈录余话》卷二。但岳飛此致仕是自行辭職罷官守孝，王俊其告發為誣告。
40. ↑  .   [2023-05-29]. （原始内容存档于2023-05-25）.
41. ↑  《刑部大理寺状》云：为因探报得金人侵犯淮南，前后一十五次受亲札（御笔）指挥，令策应措置战事，而坐观胜负，逗留不进。及因董先、张宪问张俊兵马怎生的？言道：“都败了回去也。”便指斥乘舆（对皇帝不恭），及向张宪、董先道：“张家、韩家人马，你只将一万人磋踏了！”及因罢兵权后，又令孙革写书与张宪，令“措置别作擘画”，又令“看讫焚之”，及令张宪虚申“探得四太子大兵前来侵犯上流”。自是之后，张宪商议，待反背而据守襄阳，及把截江岸两头，尽掳官私舟船。又累次令孙革奏报不实，及制勘虚妄等罪。
42. ↑  《宋史》卷三八ＯＯ《羅汝楫傳》
43. ↑  《兩朝聖政》卷二十一
44. ↑  王夫之《宋论》稱：“宋氏之以猜防待武臣，其来已夙矣。高宗之见废于苗、刘而益疑，其情易见矣。张浚之褊而无定，情已见乎辞矣。张俊、刘光世之以故帅先达不能相下，其隙已成矣。秦桧之险，不可以言语争、名义折，其势已坚矣。……合宰执、台谏、馆阁、守令之美，而皆引之于身，以受群言之赞颂。军归之，民归之，游士、墨客、清流、名宿莫不归之。其定交盛矣，而徒不能定天子之交；其立身卓矣，而不知其身之已危。”
45. ↑  《建炎以来系年要录》绍兴十一年十二月条载：“癸巳，岳飞赐死于大理寺。飞以众证，坐尝自言，己与太祖俱以三十岁为节度使，指斥乘舆，情词切害。及敌犯准西，先后受亲扎十三次，不即策应，拥兵逗留，当斩。张宪坐收受飛、雲之書，谋以襄阳叛，当绞。飛长子雲，坐与宪书，谓可得心腹兵官商议，当斩。”
46. ↑  《三朝北盟会编》卷二百七：“癸巳，飞死於狱中，枭其首。市人闻之，凄怆有堕泪者。……（岳）侯中毒而卒，葬於临安菜园。”
47. ↑  《說郛》卷二十九
48. ↑  《岳氏宗譜》
49. 1 2  . 趣歷史. 趣歷史.   [23 July 2018]. （原始内容存档于2021-03-09）.
50. ↑  《建炎以来系年要录》绍兴十一年十二月载：“诏飞赐死，命领殿前都指挥使职事杨沂中莅其刑，诛宪云于市，天下冤之。韩世忠不能平，以问秦桧。桧曰：飞子云与张宪书，虽不明，其事体莫须有。世忠怫然曰：相公，莫须有三字，何以服天下乎？”此事又見《三朝北盟会编》卷二百七。詳見「莫須有」條目。
51. ↑  “乱臣贼子侵叛，州郡不幸污染其间，则当与之惟新。以叛臣故地，又与姓同，顾莫之或改”《建炎以来系年要录》卷一百六十八
52. ↑  《續資治通鑒》卷第一百三十
53. ↑  《宋史·本紀·第三十一·高宗八》：「二十五年六月癸卯，以言者追谮岳飞，改岳州为纯州，岳阳军为华容军。」
54. ↑  .   [2023-05-29]. （原始内容存档于2023-05-29）.
55. ↑  《建炎以来系年要录》卷一百九十
56. ↑  《建炎以來系要錄》卷193
57. ↑  《宋会要辑稿》职官七十六
58. ↑  《四朝闻见录》 戊集
59. ↑  《續資治通鑑》 卷一百四十一
60. ↑  《續資治通鑒》 卷一百四十六
61. ↑  《續資治通鑑》 卷一百五十七
62. ↑  《續資治通鑑》 卷一百六十三
63. ↑  《周益國文忠公集之雜著述》卷二《龍飛錄》記載，“臨安訪求岳飛墳，在錢塘門外，當時私號賈宜人墳。”
64. ↑  邓广铭 2015，第13頁.
65. ↑  龚延明 2001，第16頁.
66. ↑  龚延明 2001，第17頁.
67. ↑  王曾瑜 2007，第4頁.
68. ↑  s:朱子語類_(四庫全書本)/卷127#孝宗朝
69. ↑  s:金佗稡編 (四庫全書本)/卷09：淳熙五年（1178年）五月五日
70. ↑  《说郛》卷18叶寘《坦斋笔衡》，卷47赵葵《行营杂录》。
71. ↑  《金史》卷98《完顏綱傳》。
72. ↑  王夫之：《读通鉴论》“汉武帝第十九”
73. 1 2  . 凤凰网.   [2011年11月25日]. （原始内容存档于2020年6月4日） （中文（简体））.
74. ↑  s:朱子語類_(四庫全書本)/卷127#太上曰朕恨不手斬耿南仲
75. ↑  s:建炎以來繫年要錄_(四庫全書本)/卷109、張戒默記：紹興七年1137年二月初八庚子日
76. ↑  《帝国政界往事》李亚平著/北京出版社/2004年10月出版
77. ↑  綦彦臣《中国人的历史误读》中国社会出版社
78. ↑  〈三十功名塵與土 岳飛是否《滿江紅》詞作者爭議〉 的存檔，存档日期2008-09-14.
79. ↑  鄧廣銘:再論岳飛的《滿江红》词不是偽作 的存檔，存档日期2013-06-27.
80. ↑  .   [2020-04-11]. （原始内容存档于2020-06-08）.
81. ↑  岳飛孫子未收集 《滿江紅》是偽作？ 。的存檔，存档日期2010-07-25.
82. ↑  王曾瑜：岳飛《滿江紅》詞真偽之争辨及其系年 （页面存档备份，存于）
83. ↑  星期日文學-《滿江紅》是岳飛寫的嗎明報，2023-02-19
84. ↑  繆鉞　葉嘉瑩. . 1993: 363  [2020-04-11]. （原始内容存档于2021-03-09）. 賀蘭山另見s:讀史方輿紀要/卷四十九#磁州
85. ↑  澳門虛擬圖書館——關於岳飛<滿江紅>詞的真偽問題
86. ↑  李庒臨、毛永國《岳飛<滿江紅>新證》，1986
87. ↑  .   [2023-11-23]. （原始内容存档于2023-11-24）.
88. ↑  .   [2023-09-07]. （原始内容存档于2023-09-07）.
89. ↑  .   [2023-09-07]. （原始内容存档于2023-09-07）.
90. ↑  鄧廣銘. .   [2023-09-07]. （原始内容存档于2023-09-07）.
91. ↑  .   [2023-09-07]. （原始内容存档于2023-09-07）.
92. ↑  龚延明、祖慧. . 中华书局. 2004: 15–41.
93. ↑  再论岳飞绝不是“民族英雄” （页面存档备份，存于），騰訊歷史，2013-07-10，第184期
94. ↑  王健文《帝國秩序與族群想像 ──帝制中國初期的華夏意識》，〈新史學〉十六卷四期2005年12月
95. ↑  . （原始内容存档于2018年6月15日）.
96. ↑  .   [2018-06-15]. （原始内容存档于2020-06-14）.
97. ↑  刘梦龙. . 環球視野. 2017-06-29  [2018-06-15]. （原始内容存档于2021-01-18）.
98. ↑  《續資治通鑑》卷124
99. ↑  《朱子语类》卷112，《s:金佗稡編 (四庫全書本)/卷09#遺事》，《金佗续编》卷28《吴拯编鄂王事》，《齐东野语》卷13《秦会之收诸将兵柄》都有类似记载。
100. ↑  《会编》卷207。所谓“拥押”，即是拥队、押队之类队的头目。
101. ↑  《岳廟志略》卷二〈敕告〉
102. ↑  靖江岳王庙 的存檔，存档日期2013-12-03.
103. ↑  唐, 智彬. . 中红网. 2016年3月30日. （原始内容存档于2019年11月7日）.
104. 1 2  . 凤凰网.   [2012年2月14日]. （原始内容存档于2020年6月4日） （中文（简体））.
105. ↑  군인의 길 （页面存档备份，存于） 매일신문, 曺永昌, 2010-12-16
106. ↑  이지란(李之蘭)에 대하여 （页面存档备份，存于） 靑海李氏宗親會, 	2005/11/27
107. ↑  청해이씨(靑海李氏)의 유래 （页面存档备份，存于） rootsinfo
108. ↑  中華民國文化部文化資產局. .   [2023-04-07]. （原始内容存档于2023-04-09）.
109. ↑  . 2023-01-23  [2023-05-29]. （原始内容存档于2023-05-29）.

## 延伸阅读
[在维基数据编辑]
 在维基文库阅读此作者作品（ 在维基共享资源阅览影像）
 《欽定古今圖書集成·博物彙編·神異典·岳忠武王部》，出自陈梦雷《古今圖書集成》
 《宋史/卷365》，出自脱脱《宋史》